# 日本語の方言
日本語の方言（にほんごのほうげん）、すなわち日本語の地域変種（地域方言）について記述する。
日本語は語彙・文法・音韻・アクセントなどあらゆる面で地方ごとの方言差が大きく、異なる地方に転居や旅行した際に、言葉が通じず苦労する場合が少なくない。日本語の方言は大きく「本土方言」と「琉球方言」に分かれ、それぞれがさらに細分化できる（区分章を参照）。明治以降、東京方言をもとに標準語の確立と普及が進められ、地方の方言はそれを阻害するものとして否定的にとらえられるようになった。今日では共通語（第二次世界大戦後、学校教育やNHKなどで「標準語」から呼称が改められた）と方言の共存が模索されるようになったが、実際には各地の伝統的な方言は急速に衰退・変質している（歴史・近代以降章を参照）。
日本では「方言」という語は、共通語を比較基準として、「めんこい」「おもろい」「ばってん」のような地方特有の語彙や言い回し（「俚言」）、あるいは特有の抑揚や発音（いわゆる「なまり」）を指す場合が多い。しかし、言語学において「方言」は、共通語との相違だけにとらわれず、アクセント・音韻・文法などあらゆる面を対象とした「その地域社会の言語体系全体」を指し、一般には共通語と同一視されやすい東京周辺の言葉についても、東京という一地域の日本語の体系ととらえて「東京方言」として扱う。

## 「言語」と「方言」

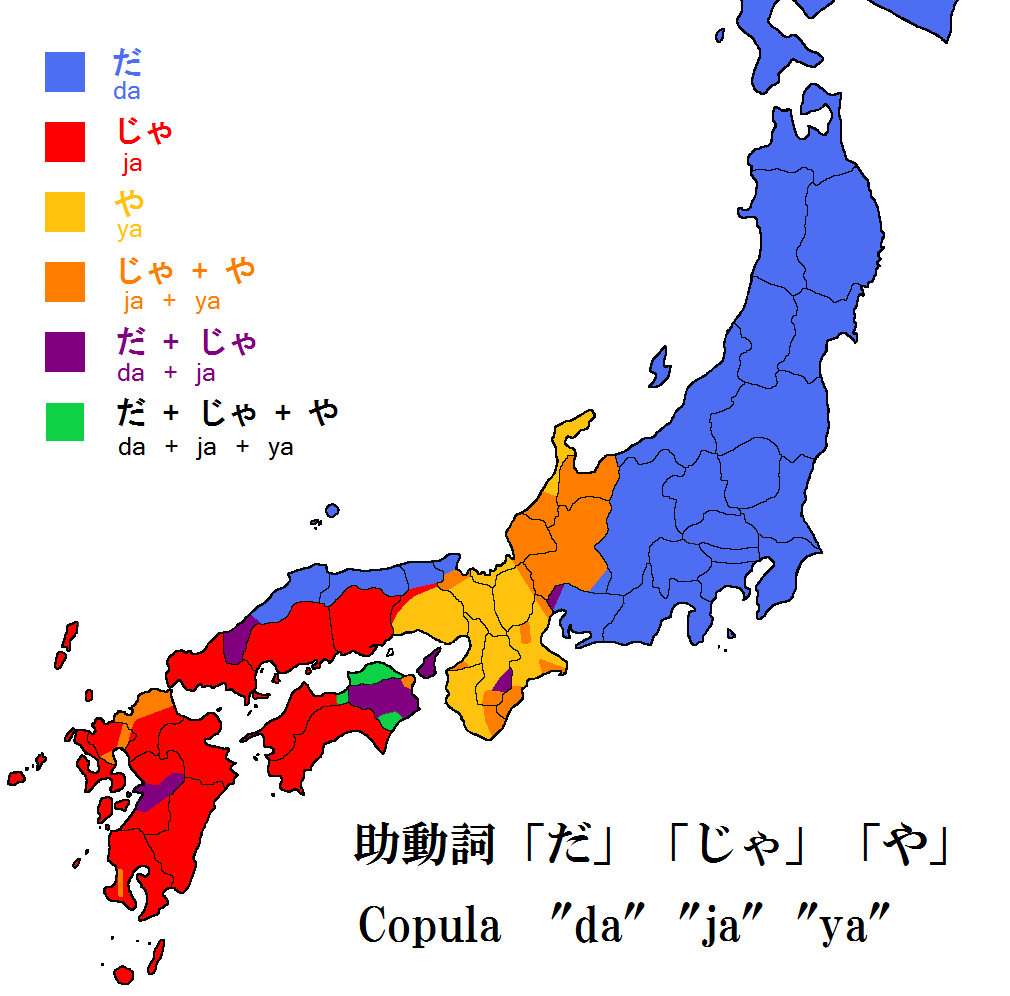
断定の助動詞「だ」「じゃ」「や」の分布図

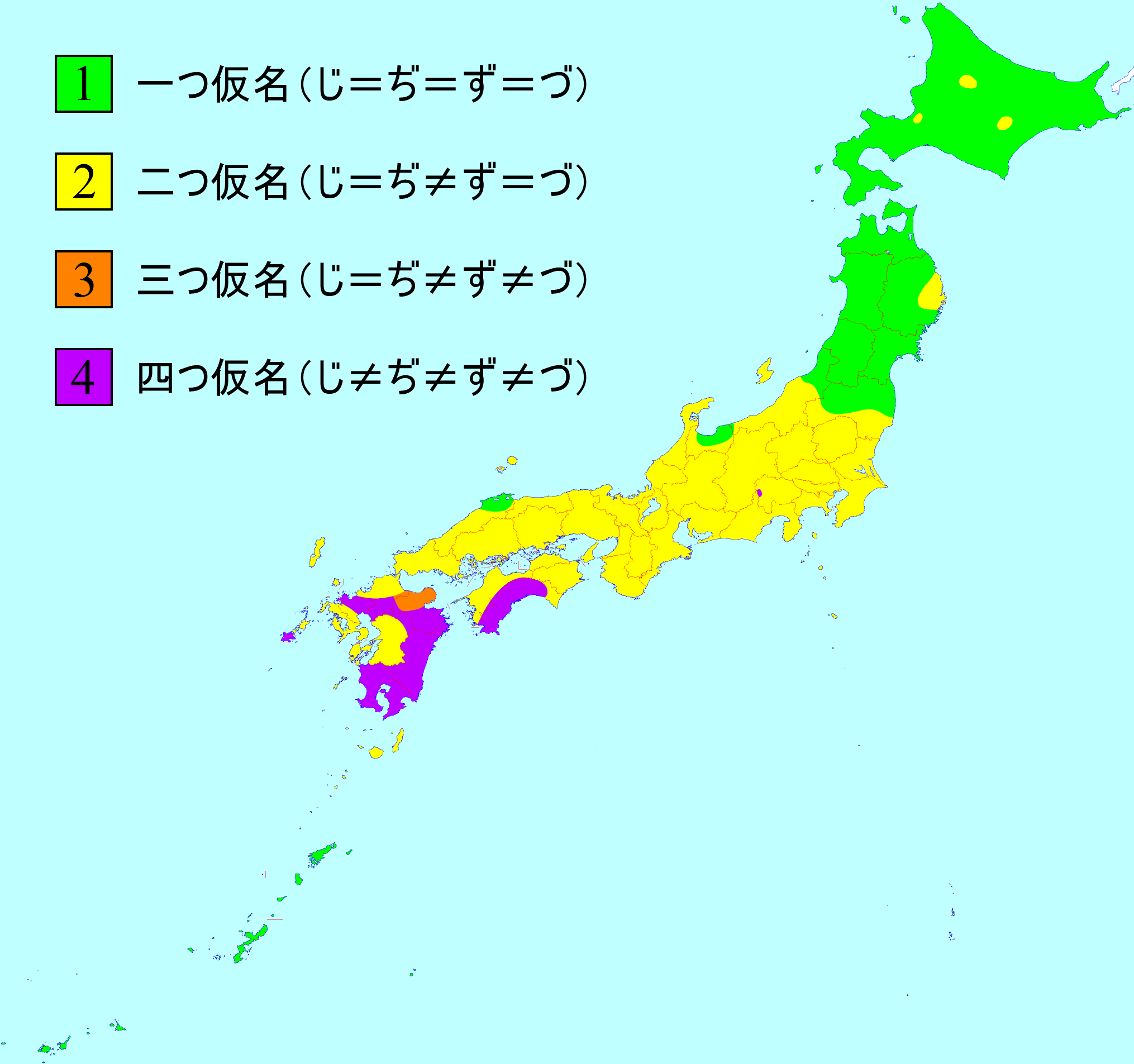
四つ仮名の分布図。緑色に塗られた地域の方言がいわゆるズーズー弁。

本土方言と琉球方言は、文献時代に入る以前に分岐し、その後の往来も少なかったため、一聴する限り外国語同士に聞こえるほどの差が生じた。そのため、琉球方言を「琉球語」として、本土の日本語とは独立した別言語とする考え方がある。また、琉球諸島は地域ごとの方言差が本土以上に著しいため、琉球諸島各地に存在する方言をそれぞれ別個の言語ととらえ、琉球方言ないし琉球語を「琉球諸語」として、異なる諸言語の集合と位置づける考え方もある。ただし、本土と琉球諸島の言語に対応関係があることは明らかであり、琉球方言を言語とみなす場合でも、日本語と琉球語（琉球諸語）はまったく無関係の別言語ではなく、日琉語族（日本語族）を構成する姉妹言語とされる。
そもそも「言語」と「方言」の客観的な区別方法はなく、言語差の大小よりも、政治的条件や正書法の有無、話者の意識などで判別される傾向にある。ユネスコが2009年に発表した消滅の危機にある言語の調査では、琉球方言および八丈方言は「国際的な基準だと独立の言語と扱うのが妥当」であるとして、八重山語、与那国語を「重大な危険」、沖縄語、国頭語、宮古語、奄美語、八丈語を「危険」の区分に分類した。なお、ユネスコでは言語と方言を区別せず、全て「言語」で統一している。
アイヌ語・ウィルタ語・ニヴフ語も日本列島北部で話されている（話されていた）言語であるが、系統が異なるため日琉語族には含まれない。

## 方言の分布
全国の語彙の分布には、中央（かつて都が置かれた京都）を挟んだ離れた地域に同じような語彙や言い回しが存在し、中央では死語となった語が分布していることがある。このような分布を「周圏分布」といい、柳田國男が『蝸牛考』でカタツムリを表す単語が同心円状に分布していることを指摘した（方言周圏論）。一方で、語彙は中央から伝播しただけでなく、各地方でも独自に新しく生み出されていった（方言孤立変遷論）。そのため、必ずしも辺境の言葉は古いというわけではなく、辺境のほうが新しい特徴を持っている場合もある（逆周圏論）。また、方言周圏論が成り立つのは、カタツムリを表す「まいまい」と「ででむし」のようにまったくの別語形の場合であり、一方から他方への語形変化・音変化が起きたと推定される場合には成り立たない。たとえば麦粒腫を表す「めぼいと」「めぼ」「めいぼ」のように、離れた地域で同じ変化が起きたと考えられるものがある。語彙以外では、東日本や九州などで連母音アイがエーやエァーになっているが、これはこのような変化が起こりやすく、相互に交流がなくても同じ変化を起こしたためである。
このほか、いくつかの文法要素や語彙が「東西分布」を示すことが知られている。東西の違いには、文法では打ち消しの「-ない」と「-ん」、結果態の「-てる」と「-とる・ちょる」、形容詞連用形の「白くなる」と「白うなる」など、語彙では「いる」と「おる」、「しょっぱい」と「からい」、「やのあさって」と「しあさって」などがある。これらの境界は、北側では新潟県糸魚川市付近から北アルプスを南下する線に集中している。明治期の国語調査委員会も1908年（明治41年）の報告で、「仮ニ全国ノ言語区域ヲ東西ニ分カタントスル時ハ大略越中飛騨美濃三河ノ東境ニ沿ヒテ其境界線ヲ引キ此線以東ヲ東部方言トシ、以西ヲ西部方言トスルコトヲ得ルガ如シ」と記している。また、愛知県・三重県境付近の揖斐川も、アクセントなどがそっくり変わる大きな方言境界になっている。語彙の例では、「借りる」と「かる」、曾孫を表す「ひこ」と「ひまご」のように中部と近畿の間付近に境界のあるものや、畔を表す「くろ」と「あぜ」、目を表す「まなこ」と「め」のように関東と中部の間付近に境界のあるものもある（語例はいずれも前者が東、後者が西）。ただしこれらの東西分布の中には、「借りる」や「いる」、後述する関西から東京への伝播のように、完全な東西対立ではなく東（西）のものが西（東）の一部地域に分布するものもある。
移住や交流により飛び火的な伝播が起こり、かけ離れた地域で同じ語形を使っていることもある。北海道方言の大部分は、本州からの移住により持ち込まれたものである。また関西から東京に持ち込まれた語も多く、「こわい」（恐ろしい）、「うろこ」（鱗）、「しあさって」（明々後日）、「からい・しおからい」、「つらら」（氷柱）、「けむり」（煙）などがあり、東日本のなかで東京付近に孤立的に分布している。
代表的な分布パターンとして、「周圏分布」「東西分布」のほかに、残存分布（AB分布）、交互分布、日本海側と太平洋側の対立分布、群雄割拠型の分布、錯綜分布が知られる。残存分布とは、かつては周辺部にA、中央部にBの語が分布するABA型の周圏分布だったものが、一方のAが衰退してAB型の分布となったものである。日本海側と太平洋側の対立分布には、「ゆきやけ」と「しもやけ」のように気候の違いに由来すると考えられるものがある。

## 相互理解可能性
1967年に行われた相互理解可能性の調査で、関東地方出身者にもっとも理解しにくいとされた方言は、富山県氷見方言（正解率4.1%）、長野県木曽方言（正解率13.3%）、鹿児島方言（正解率17.6%）、岡山県真庭方言（正解率24.7%）だった（琉球諸語と東北方言は調査対象外）。この調査は、12〜20秒の長さ、135〜244の音素の老人の録音に基づいており、42名の若者が聞いて翻訳した。受験者は関東地方で育った慶應大学の学生だった。
| 方言   | 大阪市 | 京都市 | 愛知県立田村 | 長野県木曽町新開 | 富山県氷見市 | 岡山県勝山町 | 高知県大方町 | 島根県雲城村 | 熊本市 | 鹿児島市 |
| 正解率 | 26.4%  | 67.1%  | 44.5%        | 13.3%            | 4.1%         | 24.7%        | 45.5%        | 24.8%        | 38.6%  | 17.6%    |

## 区分

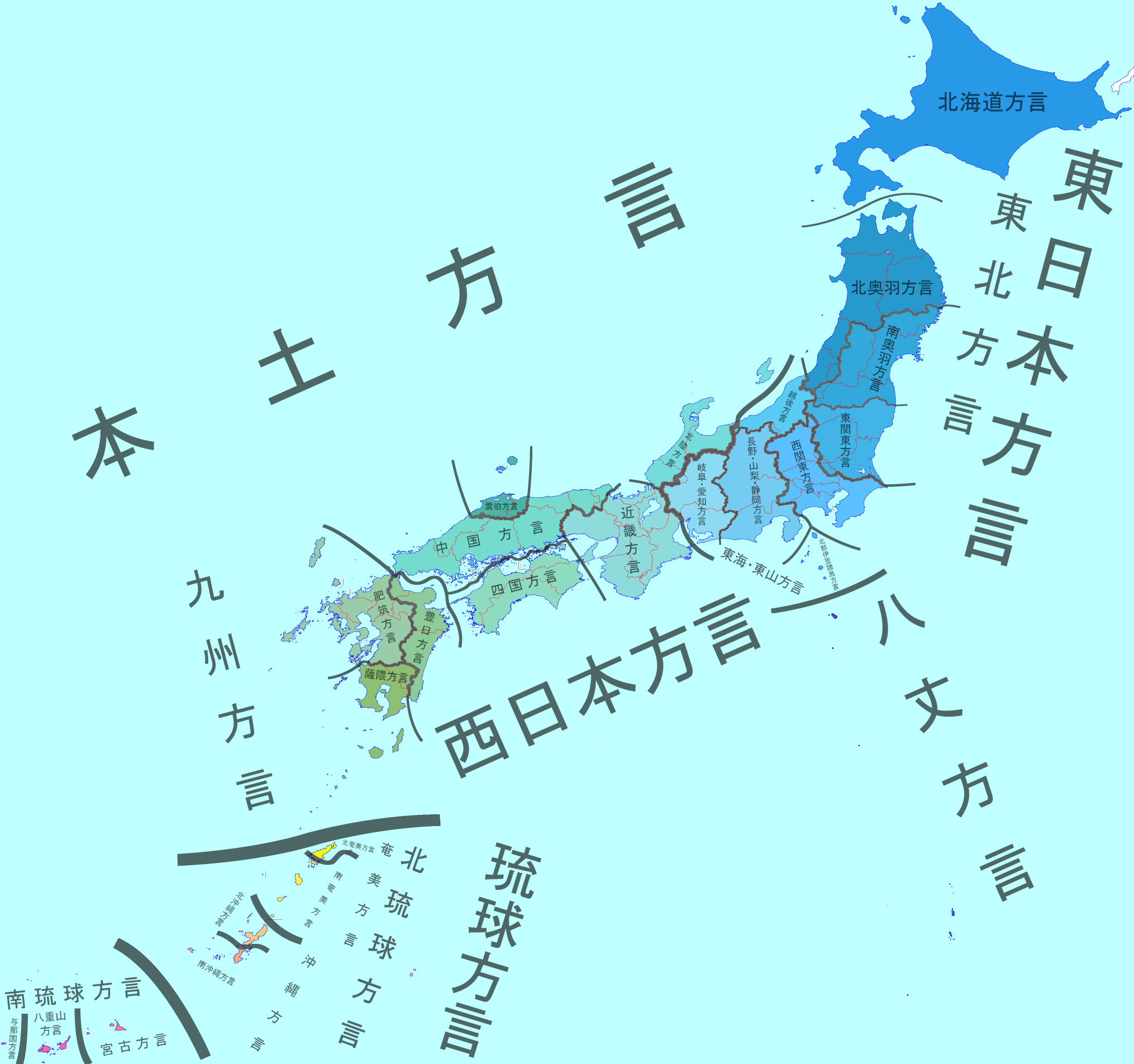
日本語の方言区分の一例。大きな方言境界ほど太い線で示している。本土方言と琉球方言の違いは非常に大きく、また琉球方言の内部の違いもかなり大きい。本土方言は東西に分けられるが、八丈方言は独自の位置を占める。

方言の地域区分を「方言区画」という。日本語の方言区画は、まず本土方言と琉球方言に分けられる。方言区画は、学者によって異なり、下の分類はおおむね、東条操の区画案に基づいている。この案では、本土方言は東日本方言と西日本方言と九州方言の3つに分けられた。さらに東日本方言は北海道方言、東北方言、関東方言、東海・東山方言に、西日本方言は北陸方言、近畿方言、中国方言、雲伯方言、四国方言に、九州方言は豊日方言、肥筑方言、薩隅方言に分けられた。また東北方言はさらに北奥方言と南奥方言に、関東方言は東関東方言と西関東方言に、東海・東山方言は越後方言と長野・山梨・静岡方言と岐阜・愛知方言に分けられた。
東条の目指した方言区画は、方言全体の体系の違いを基準に、日本語が内部でどう分裂し、各方言がどういう相互関係を持っているかを示すものだった。しかし、地域間を移動すれば方言が次第に変化し、明確な境界線が引けないということもありうる。個々の項目、たとえば「元気だ」と言うか「元気じゃ」と言うか、あるいは「せ」を「しぇ」と発音するかしないかなどには確かに境界があるが、それぞれがバラバラの境界線（等語線）を持っているため、これらを一つにまとめて方言境界を定めることは簡単ではない。そこで方言区画では、一つ一つの単語の違いよりも、文法や音韻、アクセントの体系的な違いが重視される。特にアクセントは、それ自体が体系を成している。東条が東日本方言と西日本方言の境界を愛知・岐阜と三重・滋賀の間に引いたり、中国方言と四国方言を分けたりしたことには、アクセントの違いが反映していると言われている。
しかし東条の区画は、どういう手続きでその結論に達したか、具体的には示されていない。一方で都竹通年雄や奥村三雄は、母音・子音の性質や断定の助動詞、命令形語尾の違いなど、区画に用いる指標を何項目か示したうえで、それらを重ね合わせて境界を決める方法を取った。結果として、都竹案では岐阜・愛知方言は西日本方言に含められ、東関東方言は南奥羽方言の中に入れられた。奥村は、本土方言を東西の2つに分け、さらに東日本方言を東北・関東北東部・新潟県北東部と関東大部分・東海東山（岐阜・愛知含む）とに、西日本方言を北陸から九州北東部までと九州中南部とに分けた。加藤正信は、関東方言と東北方言の境界などに関して、東条案では行政区画や地理的区分をある程度重視しているのに対し、都竹案では行政・地理的区分から解放されていると評価している。
金田一春彦の説はこれらとはかなり違い、近畿・四国の内輪方言、西関東・中部・中国などの中輪方言、東北や九州などの外輪方言、琉球方言にあたる南島方言に分けた。金田一は、アクセント・音韻体系や活用体系などの言語のより根幹部分の違いを重視しようとした。たとえば外輪方言は、促音・撥音・長音を独立の単位として認めなかったり、形容詞が無活用となったりする傾向がある方言としている。
一方で、方言周圏論を唱えた柳田國男は、方言区画論を否定している。これに対して東条は、方言区画論では方言全体の体系を見ようとしており、語彙だけを見る方言周圏論は方言区画論と対立するものではないと反論している。方言の形成史においては、日本語の祖語が複数の方言に分岐するだけでなく、逆に政治的・経済的中心地からの伝播による収束作用も起き、両者が複雑に絡んでいる。方言区画論は方言の分岐や地域的まとまりをとらえているが、方言の成立過程には隣接する地域などからの伝播も無視できないと、徳川宗賢は指摘している。

### 東日本方言
- 北海道方言（北海道）
  - 内陸部方言
  - 海岸部方言
    - 松前方言（松前町を中心に上ノ国町・福島町に分布）
    - 道南方言（函館市を中心とし、内陸の七飯町・厚沢部町などを含む渡島・檜山地方に分布）
- 東北方言
  - 北奥羽方言
    - 津軽弁（青森県津軽地方）
    - 下北弁（青森県下北半島。南部弁に含む場合もある）
    - 南部弁（青森県および岩手県の旧南部藩領内）
      - 八戸弁（青森県旧八戸藩領内）
      - 盛岡弁（岩手県盛岡市。岩手県旧盛岡藩領内）

    - 秋田弁（秋田県）（秋田弁の文法、秋田弁の音韻、秋田弁のアクセントも参照）
    - 庄内弁（山形県旧庄内藩領内）
      - 庄内北部方言
      - 庄内南部方言
      - 小国方言（山形県小国町。旧小国藩・米沢藩）

    - 北越方言（新潟県の阿賀野川以北）
    - 大鳥方言・三面方言（山形県鶴岡市大鳥、新潟県村上市三面）

  - 南奥羽方言 米沢弁による観光宣伝

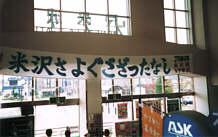
米沢弁による観光宣伝

    - ケセン語（岩手県気仙郡、宮城県気仙沼市）
    - 岩手県南部方言（岩手県南部。旧仙台藩領内）
    - 仙台弁（宮城県）
    - 山形県内陸方言（山形県内陸部。山形弁を参照）
      - 村山弁（山形市を中心とする村山地方、旧山形藩）
        - 香澄町弁

      - 新庄弁（新庄市を中心とする最上地方、旧新庄藩）
      - 置賜弁（米沢市を中心とする置賜地方、旧米沢藩）

    - 福島弁（福島県）
      - 中通り方言（福島県中通り。狭義の福島弁）
      - 浜通り方言（福島県浜通り）
      - 会津弁（福島県会津）
- 関東方言
  - 東関東方言（学者によっては東北方言に含める）
    - 茨城弁（茨城県）
    - 栃木弁（栃木県。足利市・佐野市付近は除く）

  - 西関東方言
    - 足利弁/両毛弁（栃木県足利市付近）
    - 群馬弁/上州弁（群馬県）
    - 埼玉弁（埼玉県。東部は東関東方言に近い）
      - 秩父弁

    - 千葉弁/房総弁（千葉県）（西関東方言と東関東方言の中間地帯）
      - 東総弁（千葉県東部）
      - 房州弁（千葉県南西部）

    - 多摩弁（東京都多摩地域とその周辺）
    - 神奈川県方言（神奈川県）
      - 横浜弁（神奈川県横浜市中心部）
      - 相州弁（神奈川県旧相模国。津久井郡西部を除く）

    - 郡内弁（山梨県郡内地方・神奈川県津久井郡西部）

  - 東京方言/東京弁（東京都区部）
    - 江戸言葉/江戸弁/下町言葉（東京下町）
    - 山の手言葉（東京山の手）

  - 首都圏方言（共通語と、東京方言を含む西関東方言を中心に各地の方言が融合して成立した新方言）
- 東海東山方言
  - 越後方言（新潟県越後）
    - 中越方言（越後中部）「今すぐ使える新潟弁」自販機
      - 新潟弁（新潟市を中心とする地域）
      - 長岡弁（長岡市を中心とする地域）
      - 中越南部方言（魚沼地方）
      - 奥信濃方言（長野県栄村）

    - 西越方言（越後西部）
      - 上越弁（上越地方）

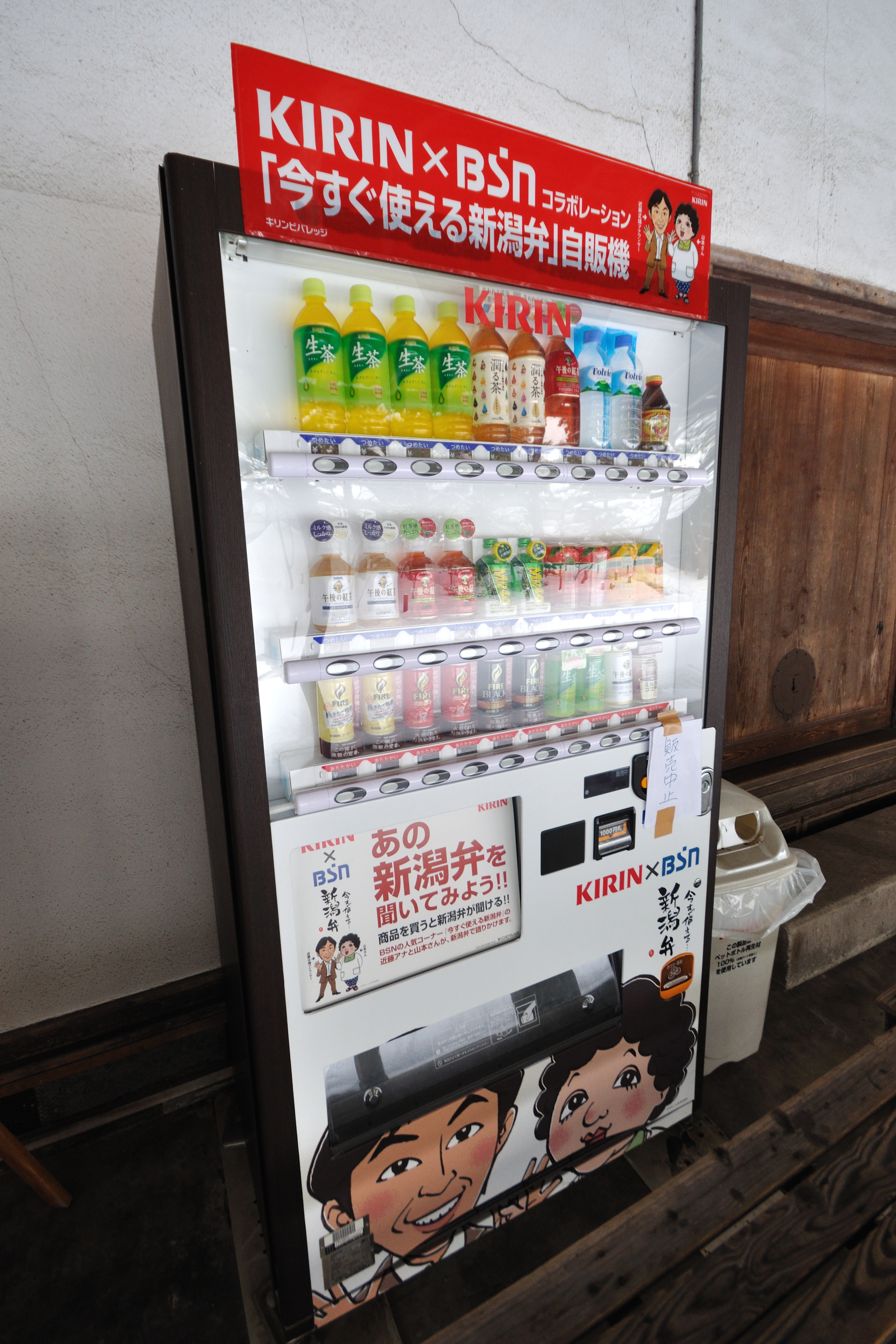
「今すぐ使える新潟弁」自販機

      - 糸魚川弁（糸魚川市、旧青海町を除く）

  - 秋山郷方言（新潟県津南町、長野県栄村の秋山郷）
  - 長野・山梨・静岡（ナヤシ）方言
    - 長野県方言/信州弁（長野県）
      - 奥信濃方言（栄村）
      - 北信方言（長野地域（南端部除く）、北信地域（栄村除く））
      - 東信方言（上田地域、佐久地域、長野地域南部）
      - 中信方言（上伊那地域北部（太田切川以北）、諏訪地域、松本地域、北アルプス地域）
      - 南信方言（木曽地域、南信州地域、上伊那地域南部（太田切川以南））

    - 山梨県方言
      - 甲州弁（山梨県国中地方）
      - 奈良田方言（山梨県早川町奈良田）

    - 静岡弁
      - 伊豆弁（静岡県伊豆半島）
      - 駿河方言（静岡県中東部）
      - 井川方言（静岡県旧井川村付近）
      - 遠州弁（静岡県旧遠江国）

  - 北部伊豆諸島方言（東京都伊豆諸島の御蔵島以北）
  - 岐阜・愛知（ギア）方言（学者によっては西日本方言に含める）
    - 三河弁（愛知県旧三河国）
    - 尾張弁/名古屋弁（広義）（愛知県旧尾張国）
      - 名古屋弁（狭義）（名古屋市付近）
      - 知多弁（知多半島。三河弁に含む場合もある）

    - 美濃弁（岐阜県旧美濃国大部分）
    - 飛騨弁（岐阜県旧飛騨国、旧美濃国北部）

### 八丈方言
- 八丈方言 （八丈島と青ヶ島。上代東国方言の特徴を色濃く残す）
- 大東諸島方言（沖縄県大東諸島）

### 西日本方言
- 北陸方言
  - 佐渡弁（新潟県佐渡市）
  - 西端越方言（新潟県糸魚川市旧青海町）
  - 富山弁/越中弁（富山県）
    - 呉東方言（富山県東部）
      - 魚津弁（富山県魚津市付近）

    - 呉西方言（富山県西部）
    - 五箇山方言（五箇山）

  - 能登弁（石川県旧能登国）
  - 加賀弁（石川県旧加賀国）
    - 金沢弁（石川県金沢市付近）
    - 白峰弁（石川県白山市白峰）
    - 小松弁（石川県小松市付近）

  - 福井弁（福井県嶺北）
    - 奥越方言（福井県大野市・勝山市）
- 近畿方言
  - 嶺南方言（福井県嶺南）
    - 若狭弁（福井県若狭）
      - 高浜弁（福井県高浜町）

    - 敦賀弁（福井県敦賀市）

  - 江州弁/近江弁/滋賀弁（滋賀県）
    - 湖北弁（滋賀県長浜市・米原市）

  - 三重弁（三重県）
    - 伊勢弁（三重県旧伊勢国）
    - 志摩弁（三重県旧志摩国）
    - 伊賀弁（三重県旧伊賀国）

  - 京言葉/京都弁（京都府南部。広義）
    - 京言葉（京都市。狭義）
      - 町方言葉（市中心部の町人言葉。中京言葉や花街言葉など、職業別・地区別に細分される）
      - 御所言葉（かつて宮中で使われた言葉。明治以降も一部の門跡で継承された）

    - 南山城方言（京都府南山城）

  - 大阪弁（大阪府。広義）
    - 摂津弁（旧摂津国。大阪府北部と兵庫県南東部にまたがる）
      - 大阪弁（大阪市とその周辺。狭義）
        - 船場言葉（大阪市船場の商家言葉）

    - 泉州弁（大阪府旧和泉国）
    - 河内弁（大阪府旧河内国）

  - 大和言葉/大和弁/奈良弁（奈良県）
  - 奥吉野方言（奈良県吉野郡南部）
  - 紀州弁/和歌山弁（旧紀伊国。和歌山県と三重県東紀州にまたがる）
  - 丹波方言（旧丹波国と旧丹後国南東部。京都府中部と兵庫県東部にまたがる）
    - 舞鶴弁（京都府舞鶴市）

  - 播州弁（兵庫県旧播磨国）
    - 神戸弁（兵庫県神戸市）

  - 淡路弁（兵庫県淡路島）
  - 関西共通語（大阪弁を中心に、共通語と関西の諸方言が混合した新方言）

- 中国方言
  - 東山陰方言
    - 丹後弁（京都府旧丹後国西部）
    - 但馬弁（兵庫県旧但馬国）
    - 因州弁/鳥取弁（鳥取県旧因幡国）
    - 倉吉弁（鳥取県旧伯耆国東部）

  - 東山陽方言
    - 岡山弁（岡山県）
      - 美作弁/作州弁、備前弁、備中弁

    - 備後弁（広島県旧備後国）
      - 福山弁（広島県福山市付近）

  - 西中国方言
    - 広島弁/安芸弁（広島県旧安芸国）
    - 山口弁/長州弁（山口県）
    - 石見弁（島根県旧石見国）
- 雲伯方言
  - 米子弁/西伯耆弁（鳥取県旧伯耆国西部）
  - 出雲弁（島根県旧出雲国）
  - 隠岐弁（島根県旧隠岐国）

- 四国方言
  - 北四国方言
    - 阿波弁/徳島弁（徳島県）
    - 讃岐弁（香川県）
      - 東讃弁、西讃弁、小豆島弁

    - 伊予弁（愛媛県大部分）

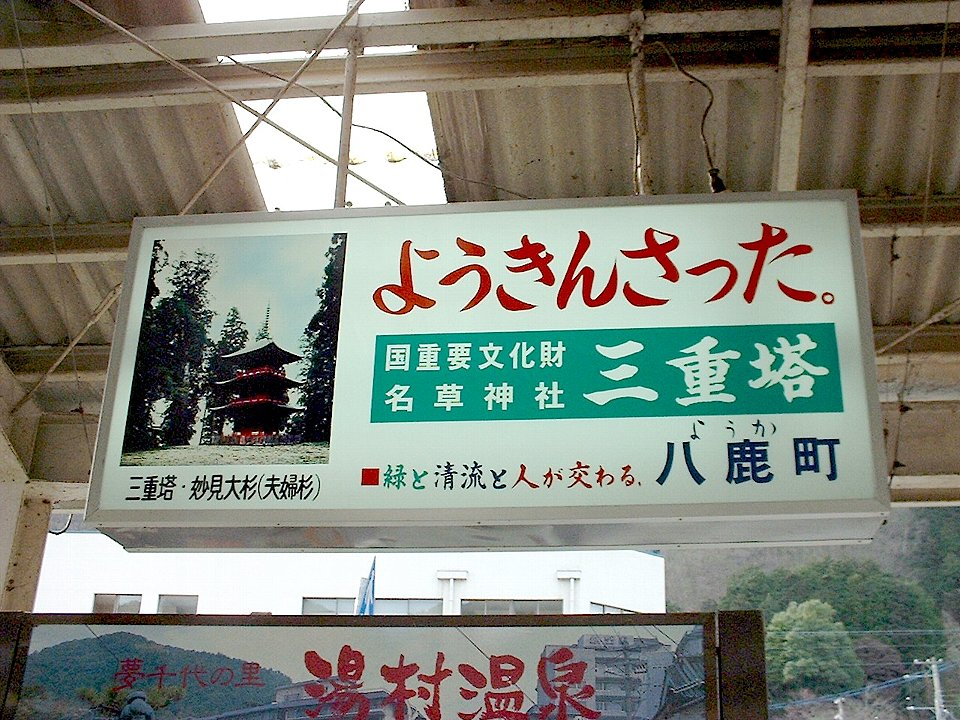
観光客向けの方言キャッチコピー（兵庫県養父市）

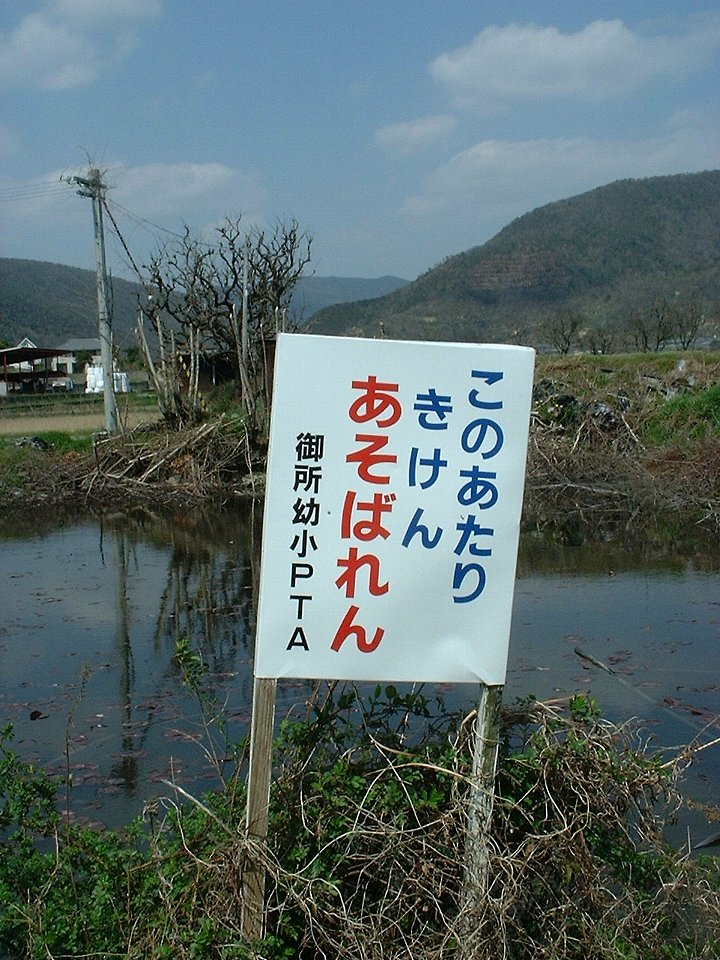
方言での子供向け注意看板（徳島県阿波市。「遊んではいけない」の意）

      - 松山弁、今治弁、大洲弁、八幡浜・三瓶弁（西宇和弁とも）など

  - 南四国方言
    - 土佐弁（高知県大部分）

  - 四国西南部方言
    - 宇和島弁（宇和島市を中心とする愛媛県南西部）
    - 幡多弁（高知県旧幡多郡）

### 九州方言
（学者によっては西日本方言に含める）
- 豊日方言
  - 両豊方言
    - 福岡県豊前方言（福岡県旧豊前国）
      - 北九州弁（福岡県北九州市）

    - 筑豊弁（福岡県筑豊）
    - 大分弁（大分県大部分）

  - 日向方言/宮崎弁（宮崎県大部分）
- 肥筑方言
  - 筑前方言（福岡県旧筑前国）
    - 博多弁（福岡市博多部を中心とする福岡都市圏の広い地域）
      - 福岡弁（福岡市福岡部）

    - 宗像弁（福岡県宗像市周辺）

  - 日田弁（大分県日田市）
  - 筑後方言（福岡県旧筑後国）
    - 筑後弁/久留米弁(福岡県久留米市付近)
    - 柳川弁（福岡県旧柳河藩領内）
    - 大牟田弁（福岡県大牟田市）

  - 佐賀弁（佐賀県）
    - 佐賀弁（旧佐賀藩領内）
    - 唐津弁（旧唐津藩領内）
    - 田代弁（旧対馬藩領内）

  - 長崎弁（長崎県本土）
    - 佐世保弁（長崎県佐世保市）

  - 壱岐弁（長崎県壱岐市）
  - 対馬弁（長崎県対馬市）
  - 五島弁（長崎県五島列島）
  - 熊本弁（熊本県）
- 薩隅方言
  - 鹿児島弁（奄美地方を除く鹿児島県）
  - 諸県弁（宮崎県旧諸県郡）
  - 種子島弁
  - 屋久島弁
  - 唐芋標準語（共通語と鹿児島弁が混合した新方言）

### 琉球列島
- 琉球方言/琉球語/琉球諸語
  - 北琉球方言（通常、奄美方言と沖縄方言に分けられるが、奄美徳之島諸方言、沖永良部与論沖縄北部諸方言、沖縄中南部方言に三分する説もある）
    - 奄美方言/奄美語
      - 奄美大島方言/シマユムタ
        - 北奄美大島方言（奄美大島北部）
        - 南奄美大島方言（奄美大島南部、加計呂麻島など）

      - 喜界島方言/シマユミタ（喜界島）
      - 徳之島方言/シマユミィタ（徳之島）
      - 沖永良部島方言/シマムニ（沖永良部島）
      - 与論島方言/ユンヌフトゥバ（与論島）

    - 沖縄方言/沖縄語/ウチナーグチ
      - 沖縄北部方言/ヤンバルクトゥーバ（沖縄本島北部、伊平屋島、伊是名島など）
      - 沖縄中南部方言（沖縄本島中南部、慶良間列島、久米島、渡名喜島、粟国島など）

  - 南琉球方言
    - 宮古方言/宮古語/ミャークフツ
      - 宮古島方言
      - 伊良部島方言
      - 多良間島方言

    - 八重山方言/八重山語/ヤイマムニ
      - 石垣島方言
      - 竹富島方言
      - 黒島方言
      - 小浜島方言
      - 新城島方言
      - 西表島方言
      - 鳩間島方言
      - 波照間島方言

    - 与那国方言/与那国語/ドゥナンムヌイ（与那国島）
- ウチナーヤマトゥーグチ（本土共通語が在来の沖縄方言の干渉を受けて変化した新方言。琉球方言には含まれない）

### 特殊な方言
- 幼児語
- 若者言葉
  - ギャル語（渋谷弁）
  - バイト敬語
  - KY語
- 男性語
- 女性語
  - 女房言葉
  - 廓詞
  - オネエ言葉
- 老人語
- 浜言葉
- 日本手話の方言

### 第3の言語
日本国内に使用される言語を日本語（琉球方言を含む）とアイヌ語に2大分したとき、ある方言を意図的にそのどちらでもないものとして定義したものを「第3の言語」と呼ぶことがある。
サンカ語
山窩が使用していたとされる言語。暗号の一種ともいわれる。
マタギ言葉
マタギが使用していた言語。アイヌ語からの借用語を多く含む。
小笠原語
小笠原諸島に住む欧米系島民が用いるピジン言語。八丈方言をベースに英語に由来する単語が用いられる。小笠原クレオール日本語と呼ぶこともある。
ケセン語
岩手県気仙地方（旧気仙郡）の方言を文法体系を整備構築し、独立言語とみなす研究の中でこの方言のことをケセン語と呼ぶ。この地方の方言には古代蝦夷の言語の影響があるとの指摘もある。

## 全国方言概観
ここでは本土方言を中心に記述し、琉球方言についてはごく簡単に述べる。

### 音韻・音声
発音の特徴によって本土方言を大きく区分すると、表日本方言、裏日本方言、薩隅（鹿児島）式方言に分けることができる。表日本方言は共通語に近い音韻体系を持つ。裏日本式の音韻体系は、東北地方を中心に、北海道沿岸部や新潟県越後北部、関東北東部（茨城県・栃木県）と、飛んで島根県出雲地方を中心とした地域に分布する。その特徴は、イ段とウ段の母音が中舌母音となること、エが狭くイに近いことである。関東のうち千葉県や埼玉県東部などと、越後中部・佐渡・富山県・石川県能登の方言は裏日本式と表日本式の中間である。また薩隅式方言は、大量の母音脱落により子音で終わる音節（閉音節）を多く持っている点で他方言と対立している。薩隅方言以外の九州の方言は、薩隅式と表日本式の中間である。
またこれとは別に、近畿・四国（・北陸）とそれ以外での対立がある。前者は京阪式アクセントの地域であるが、この地域ではアクセント以外にも、「木」を「きい」、「目」を「めえ」のように一音節語を伸ばして二拍に発音し、また「赤い」→「あけー」のような連母音の融合が起こらないという共通点がある。
また、西日本（九州・山陰・北陸除く）は母音を強く子音を弱く発音し、東日本や九州は子音を強く母音を弱く発音する傾向がある。馬瀬良雄らによると、文法に関係して東西対立する諸要素は、このことと関連がある。すなわち、断定の助動詞が東日本で「だ」、西日本で「じゃ」「や」となることや、動詞・形容詞の音便の違い（東日本では「白く」「落とした」「払った」、西日本で「白う」「落といた」「払うた」）なども、東日本の子音優位・西日本の母音優位の性質によるものと考えられる。

#### 裏日本的音韻
共通語のイ段母音は舌が口の中でもっとも前寄りになる音、ウ段母音は舌がもっとも後ろ寄りになる音である。しかし、舌の位置が真ん中寄りになって聴覚印象としては少しこもった音、つまり中舌母音の[ï]・[ɯ̈]となって、イ段とウ段の発音が相互に近づく現象が、北海道沿岸部・東北地方全域・新潟県越後北部・栃木県・茨城県および鳥取県伯耆西部・島根県出雲に分布している。また千葉県・埼玉県東部や富山県・石川県・福井県嶺北でも若干こうした現象がある。特にシとス、チとツ、ジ（ヂ）とズ（ヅ）の区別がなくなる現象が、北海道沿岸部・福島県北部以北の東北地方大部分・新潟県越後北部・富山県の一部・島根県出雲に分布している（東関東では区別がある）。また出雲や鳥取県米子市では「く」「ぐ」「ふ」を除くほとんどのウ段音がイ段音との区別をせず[ï]と発音される。琉球方言でも、/s, z, c/の後ではu→iまたはu→ïが起きて、スがシやセに、ツがチに統合する傾向がある。ただ、近年ではこれら四つ仮名の区別がないのは高年層に限られ、若年層では中舌的発音そのものを失って共通語と同じ発音になっている地域が多い。
これらの地域とほぼ重なるように、北海道沿岸部・東北・東関東・北陸・出雲などでは、エ段の音は共通語に比べてイ段に近い発音となる。すなわち、共通語の[ɛ˔]よりも狭く、基本母音のeとなる。特に母音単独拍でのイとエは、北海道南部・東北大半・東関東・越後北中部・富山県大部分・石川県の一部・島根県出雲・隠岐において区別がなく、両者の中間音[e][e˔]などで発音される。ただしこれらの地域のイ段母音は中舌母音[ï]であるため、母音単独拍において音素イ/i/が欠如しているとみなされる。なお、東北地方の北部や日本海側では、中年層ではイとエの区別がなくても老年層（1986年時点）では区別があった。
伊豆諸島でもエ段音はやや狭い調音をする傾向があり、新島本村でエ段がイ段に合流しているほか、三宅島坪田でも一部の語でe→iが起きており、利島でもわずかにその傾向がある。例えば、金[kani]（三宅島坪田）、燃える[moiru]（利島）。九州でも、一部の語でeがiに、oがuに転じる傾向がある。
琉球方言では、本土方言のオ段はウ段になる。また、沖縄諸島や与那国島などでは本土方言のエ段がイ段になり、短母音が3つになっている。例：雲[kumu]（沖縄）。奄美大島・徳之島や宮古列島、八重山列島（与那国島除く）では本土方言のイ段とエ段の区別を保って短母音は4つとなっている。与那国島を除き、いずれの地域でもこれらのほかに長母音を持っており、共通語よりも多くの母音を持つ地域もある。
東北地方の日本海側・北端部、長野北部、北陸、山陰では、共通語のウ段音の語例がかなりの程度でオ段音になる。
ウ段母音は、東京方言でもuよりやや中舌寄りで円唇性の弱いɯであるが、西日本方言（北陸・雲伯を除く）や九州方言では唇の丸みを帯びかつ奥舌母音の[u]で発音される。

#### 母音の無声化・脱落
西日本方言では、母音は明瞭に発音される。一方東京方言では、i、uは、無声子音に挟まれた場合や無声子音の直後で語末にきた場合には無声化が起こる。たとえば、「菊（kiku）」のi、「です（desu）」のuなどの無声化である。このような無声化は、東日本方言と九州方言では盛んだが、西日本方言では少ない。細かくみると、無声化が盛んなのは東北南部・関東・北陸・出雲付近・九州で、東海・近畿・四国・中国（出雲付近除く）は無声化が少ない。
薩隅方言では語末のi、uが脱落して促音となり、日本語では珍しい「子音で終わる語」が多くある。「書く」「柿」はカッ、「首」「口」「靴」はクッのように発音される。この促音は、子音を破裂させない閉鎖音であるが、ときには声門破裂音[ʔ]となり、独立した拍とはならない。また、九州方言全般に、「犬→いん」「鬼→おん」のような語末のニ・ヌ・ノ・ミ・ム・モの撥音化が盛んである。

#### 濁音化と鼻音化
北海道の沿岸部・東北全域・新潟県越後北部・茨城県大部分・栃木県北部・千葉県北部では、語中・語末のカ行・タ行子音の濁音化（有声化）が起こる。たとえば「的」を[mado]、「柿」を[kagi]と発音するような例がある。ただしこれは子音前後の母音が無声化せずに発音された場合に起こる現象で、語、地域、個人によっても異同がある。長野県北部・岐阜県北部・石川県北部・福井県北部にも濁音化の傾向がある。
これに対して、北海道沿岸部・東北地方大半・越後北部では、共通語での濁音にあたるもの（ザ行・ダ行・バ行）は直前に入り渡り鼻音を伴って発音されるため、清音が濁音化したものとは区別される（例：[mado]＜的＞、[ma ̃do]＜窓＞）。またガ行子音については鼻濁音[ŋ]となる（例：[kaŋami]＜鏡＞）。一方、高知県や紀伊半島南部では、ガ行の直前に入り渡り鼻音が現れ、子音は[ŋ]ではなく[g]である（例：[ka ̃gami]）。また高知県ではダ行の直前にも入り渡り鼻音があり、和歌山県南部ではザ行・ダ行の直前に入り渡り鼻音がある。
中央語でも江戸時代初期までは、現在の濁音にあたるものは直前に鼻音を伴っていたと考えられており、諸方言に残る発音もその名残とみられる。現在（2002年時点）では、衰退が進んで入り渡り鼻音はほとんど高年層に限られるようになり、東北南部では高年層でも入り渡り鼻音を保持している者が少ない。カ行・タ行の濁音化はこれより若い世代でも保たれているため、tの有声化したdと本来のdとが同じ発音になる場合がある。
ガ行鼻濁音は、東北だけでなく近畿以東の広い範囲に分布し、語中・語尾のガ行子音を[ŋ]と発音するのが日本語の標準発音とされてきた。ただ近年は、中年層以下では鼻濁音を失う傾向にあり、特に京都・大阪や北海道などでの衰退が進んでいる。一方、新潟県・群馬県・埼玉県と愛知県、中国地方・香川県・愛媛県・九州地方のそれぞれ大部分には鼻濁音がもともとなく、語中・語尾においても破裂音gまたは摩擦音ɣである。

#### 古音の残存
濁音の鼻音化のほかにも、各地方には、かつて中央で使われた古い発音の残る地域がある。
共通語のセに対しシェ、ゼに対しジェと発音する地域が、東北地方・西日本のところどころ・九州のほぼ全域に分布している（東北ではシェがヒェにもなる）。江戸時代初期の京都でもこのような発音を行っていて、セ・ゼは関東地方から広まった発音とみられる。
江戸時代初期までの中央語では、ハ行はɸを使ってファ、フィ、フ、フェ、フォと発音されていたが、その後、フを除いて[h]となった（ヒはç）。しかし、東北地方北部や島根県出雲などの方言では今もハ行子音に [ɸ]が現れる。さらにさかのぼって奈良時代あるいはより古い時代には、ハ行子音は[p]だったとされ、今も一部の琉球方言にはハ行子音[p]が残る。静岡県井川や八丈島にも語頭のpがみられるが、井川のpは新しい変化によって生じたものと考えられており、八丈島のpも語頭のハ行音の前に強意の接頭辞「おっ-」がついたためにpとなり、その後、接頭辞が脱落したものと考えられる。
合拗音「くわ」「ぐわ」は共通語では「か」「が」との区別がなくなっているが、これらをkwa、gwaと発音して歴史的仮名づかい通りに区別する地域が東北日本海側や九州など各地に残っている。
共通語では「じ」と「ぢ」、「ず」と「づ」の区別がないが、中世までの中央語では区別していた。現在の方言でも、山梨県奈良田・紀伊半島南部・高知県・九州地方には区別する地域がある。たとえば高知県では「富士（ふじ）」を[ɸuʒi]、「藤（ふぢ）」を[ɸu ̃di]〜[ɸu ̃dʒi]、「葛（くず）」を[kuzu]、「屑（くづ）」を[ku ̃du]〜[ku ̃dzu]と発音する。これらの清音についても、高知県ではチを[ti]、ツを[tu]と発音し、九州ではツを[tu]と発音する傾向があり、古い日本語の音を残している（詳しくは四つ仮名参照）。ただし、この発音特性に基層言語の影響を指摘する説もある。
このほか、戦前には九州全域で語頭のエをイェと発音していた。
これらの古音は、近年では衰退する傾向にある。特に、ハ行子音の[ɸ]や「じ・ぢ・ず・づ」の区別は現在（2002年時点）では最高齢の話者にしか認められず、合拗音kwa・gwaやシェ・ジェも衰退が進んでいる。

#### 特殊拍の性格
東北北部や九州南部では、促音（ッ）・撥音（ン）・長音（ー）をアクセントの単位として独立して数えない。これらの地域では、モーラ（拍）ではなく音節が単位となっており、たとえば「学校新聞」は「ガッ・コー・シン・ブン」と4つの単位に区切られる。このような方言をシラビーム方言という。東北北部では、促音・撥音・長音が共通語に比べて短く発音される。九州南部では、長音は短いが促音・撥音は共通語と同じ長さで発音される。ただ九州南部では、長音・促音・撥音ともにアクセントの単位を担えない。古い中央語でも、特殊拍（促音・撥音・長音）は独立性が弱かったと見られる。
東北北部・九州南部以外の地域では、モーラ（拍）を単位とし、「学校新聞」は「ガ・ッ・コ・ー・シ・ン・ブ・ン」の8拍としてとらえられる。このような方言をモーラ方言と言う。このうち東京などでは、特殊拍の直後にアクセントの下がり目がこないが、近畿中央部などでは特殊拍の直後にもアクセントの下がり目がくることができる。

#### 連母音融合・開合の区別
「無い」を「ねー」、「寒い」を「さみー」のように言う連母音の融合は、東日本方言や中国方言、九州方言では盛んで、北陸方言・近畿方言・四国方言ではほとんど起こらない。連母音aiは、東日本・中国・九州のほとんどで融合するが、地域によりeː、ɛː（エァー）、æː（アェー）、aːなどと変化に富んでいる。「ない」を例にとれば、「ねー」「ねぁー」「なぇー」「なー」となる。aiがɛːやæːとなる場合はeiの融合したeːと区別されるが、東京ではどちらもeːとなって区別がない。また、連母音oiやuiは、aiに比べると融合する地域は狭いが、関東西部・中部・中国・九州などで、「遅い」→「おせー」のようにoiはeːになり、「寒い」→「さみー」のようにuiはiːになる。九州の大部分ではoiはiːにもなり、名古屋市付近ではoiはöː（オェー）に、uiはüː（ウィー）になる。
一方、連母音eiは、共通語も含めeːとなる地域が多いが、紀伊半島南部の一部や高知県・愛媛県、九州各地、伊豆諸島の利島、八丈島三根では融合せずeiのままである。
古い時代の連母音au・ou・oo・euは、中世には、auはɔː（オァー）となり、ou・oo・euはoːと発音されるようになった。auの変化した音を開音、ou・oo・euの変化した音を合音と言い、この区別を「開合の区別」という。京都などでは江戸時代には開合の区別がなくなり両者ともにoːに統合され、日本の多くの地域でも同様に変化してそれが共通語となっている。そのため、「楊枝（歴史的仮名遣いで「やうじ」）」も「用事（歴史的仮名遣いで「ようじ」）」も「ヨージ」となっている。
一方、開合の区別を残している地域もある。新潟県越後中部では、「楊枝」を「ヨァージ[jɔːdʒi]」、「用事」を「ヨージ[joːdʒi]」のように、開音はɔː、合音はoːとなって区別が残っている。また山陰の兵庫県但馬北部・鳥取県・島根県出雲・隠岐では、「女房（にょうばう）」を「ニョーバ」と言うように開音はaːとなっていて、oːとなった合音との区別を残している。九州や新潟県佐渡では、開音はoːとなったが、合音はuːになっているため、「楊枝」は「ヨージ」だが「用事」は「ユージ」である。

#### 声門破裂音
北琉球方言では母音・半母音の前の声門破裂音[ʔ]の有無が弁別される。声門破裂音は、前述のように薩隅方言で母音脱落に伴なって現われるほか、静岡県井川、山梨県奈良田でも、声門破裂音[ʔ]が頻繁に聞かれる。
例：[ʔami]雨（沖縄）

### アクセント

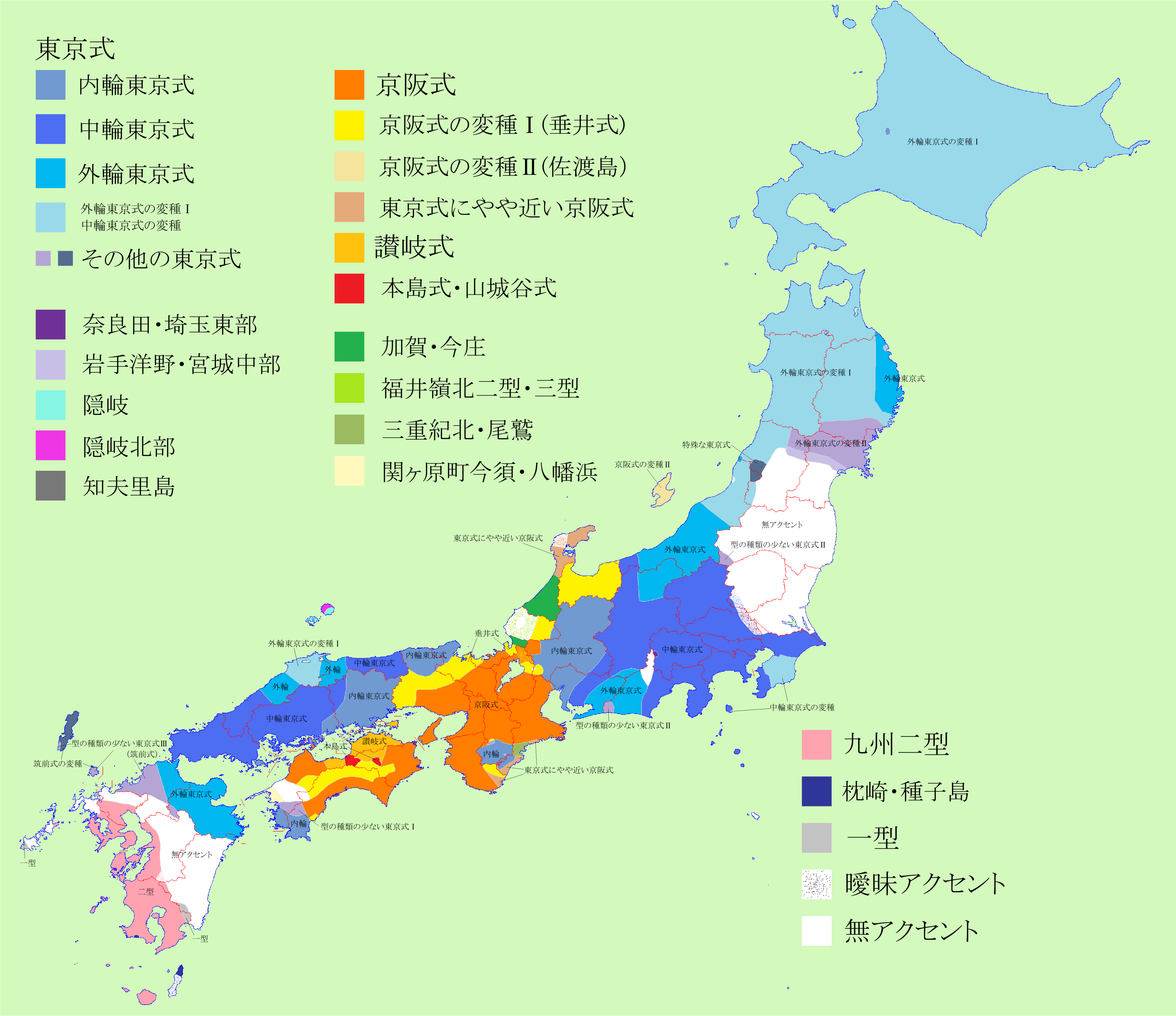
日本語のアクセント分布

日本語の方言のアクセントにはいくつかの種類があるが、代表的なものに東京式アクセント、京阪式アクセント、二型（九州西南部式）アクセントがあり、アクセントによる区別のない無アクセントの地域もある。またそれぞれのタイプの変種が存在する。

#### 分布
東京式アクセントは、北海道、東北北部（北奥羽方言）、関東西部・甲信越・東海（西関東方言・東海東山方言）、奈良県南部、近畿北西部・中国地方、四国南西部、九州北東部に分布する。京阪式アクセントは、近畿・四国のそれぞれ大部分と、北陸の一部に分布する。また、九州西南部に二型アクセントがある。一方、東北南部（南奥羽方言）・関東北東部（東関東方言）や九州中部などは、アクセント体系の存在しない無アクセントの方言である。また宮崎県都城市付近では、アクセントの型が1種類になっており、一型アクセントと呼ばれる。

#### 方言間の対応関係
それぞれのタイプのアクセントは無関係に成り立っているのではなく、一定の対応関係がある。日本語に古くからある語は、全国の方言アクセントの比較から、いくつかの語群に分けることができる。たとえば2拍名詞は第1類から第5類まで5つの類に分けられる（下表）。第1類の語は、「牛が・口が・水が」のように助詞をつけると、東京（東京式アクセント）では「低高高」と発音されるが、京都（京阪式アクセント）では「高高高」と発音される。第2類と第3類は、東京式や京阪式では統合してどちらも同じアクセントとなり、「音が・足が・川が」は東京では「低高低」だが、京都では「高低低」である。一方、鹿児島（二型アクセント）では第1類と第2類が同じアクセントだが、第3類は異なっている。第4類と第5類も、東京ではともに「高低低」だが、京都では第4類は「低低高」、第5類は「低高低」となって区別される。
全国各都市のアクセント
|            |     | 語例             | 秋田           | 東京   | 富山           | 京都                  | 高知   | 広島   | 鹿児島 |
| ---------- | --- | ---------------- | -------------- | ------ | -------------- | --------------------- | ------ | ------ | ------ |
| 一拍名詞   | 1類 | 蚊・子・戸       | かが           | かが   | かが           | かあが                | かが   | かが   | かが   |
| 一拍名詞   | 2類 | 名・葉・値       | なが           | なが   | なが           | なあが                | なが   | なが   | なが   |
| 一拍名詞   | 3類 | 木・手・目       | きが           | きが   | きが           | きいが                | きが   | きが   | きが   |
| 二拍名詞   | 1類 | 牛・口・水       | うしが         | うしが | うしが         | うしが                | うしが | うしが | うしが |
| 二拍名詞   | 2類 | 音・川・紙       | おとが         | おとが | おとが かみが※ | おとが                | おとが | おとが | おとが |
| 二拍名詞   | 3類 | 足・池・犬       | あしが         | あしが | いけが あしが※ | あしが                | あしが | あしが | あしが |
| 二拍名詞   | 4類 | 空・舟・箸       | そらが はしが※ | そらが | そらが         | そらが                | そらが | そらが | そらが |
| 二拍名詞   | 5類 | 雨・春・前       | あめが はるが※ | あめが | あめが はるが※ | あめが                | あめが | あめが | あめが |
| 二拍動詞   | 1類 | 行く・着る・寝る | いく           | いく   | いく           | いく                  | いく   | いく   | いく   |
| 二拍動詞   | 2類 | 書く・待つ・降る | かく           | かく   | かく           | かく                  | かく   | かく   | かく   |
| 三拍動詞   | 1類 | 上がる・捨てる   | あがる         | あがる | あがる         | あがる                | あがる | あがる | あがる |
| 三拍動詞   | 2類 | 動く・起きる     | うごく         | うごく | うごく         | 五段うごく 一段おきる | うごく | うごく | うごく |
| 三拍形容詞 | 1類 | 軽い・遅い       | かるぃ         | かるい | かるい         | かるい                | かるい | かるい | かるぃ |
| 三拍形容詞 | 2類 | 白い・早い       | しろぃ         | しろい | しろい         | しろい                | しろい | しろい | しろぃ |

※上段は二拍目が広母音（a,e,o）を持つもの。下段は二拍目が狭母音（i,u）を持つもの。

#### アクセントの体系
各タイプのアクセントはそれぞれの語群がどう発音されるかが異なっているが、それだけでなく、アクセントを弁別する体系でも違いがある。東京式アクセントでは、音の下がり目があるかないか、あるならばどこにあるかが弁別される。下がり目の直前の拍をアクセント核（下げ核）と言う。たとえば「雨が」は「高低低」と発音されるが、これは第1拍「あ」にアクセント核があり、その直後に下がり目がある。「足が」は「低高低」と発音され第2拍「し」にアクセント核があり、「牛が」は「低高高」でアクセント核がない。アクセント核を○と表すと、東京式アクセントの2拍語には○○、○○、○○（アクセント核なし）の3種類のアクセントが存在する。
一方、京阪式アクセントでは音の下がり目だけでなく、第1拍の高低も弁別する。たとえば、3拍語で第2拍にアクセント核のある語には、「高高低」（小豆、表、鏡など）と「低高低」（苺、薬、鯨など）の2種類、アクセント核のない語には「高高高」（桜、形、羊など）と「低低高」（兎、狐、高さ）の2種類の区別がある。第1拍の高い語を高起式、第1拍の低い語を低起式と言う。京阪式アクセントの2拍名詞には、高起式の○○、○○と低起式の○○、○○の合わせて4種類がある。一方、京阪式分布域の外縁部や北陸などには、京阪式アクセントから高起式と低起式の区別をなくしたような体系のアクセントがあり、垂井式アクセントという。
九州西南部の二型アクセントでは、拍数に関わらずアクセントの型は2種類に限定されており、また鹿児島市などでは下がり目の位置が固定されていない。すべての語は、A型とB型の2種類に分けられる。たとえば鹿児島では、A型の「牛」は単独の発音では「うし」だが、助詞を伴うと「うしが」となる。B型の「足」は単独の発音では「あし」だが助詞を伴うと「あしが」となる。
この3タイプには、それぞれ内部に違いがあり、それぞれの中間派や別派が存在する。東京式アクセントは、内輪式、中輪式、外輪式の3タイプに分かれる。京阪式の別派として、香川県付近には、室町時代以前に主流の京阪式から分岐したとみられる讃岐式アクセントがある。また、語の中に広母音（a,e,o）があるか狭母音（i,u）があるかによってアクセントの型が制限を受ける地域があり、北海道、東北北部、富山県・石川県、香川県高松市付近、島根県東部などが該当する。また、青森県弘前市などのアクセントでは音の下がり目ではなく上がり目を弁別する。

#### 方言アクセントの歴史
各地の方言アクセントに規則的な対応関係が見られることは、これらが同一のアクセント体系から分岐して成立したことを物語る。アクセント分布は、近畿地方付近に京阪式が横たわり、その東西に東京式が広がるという見かけ上の周圏分布になっているが、日本語のアクセント史については方言周圏論とは逆で、京阪式から東京式が生まれたとする説が有力である。京都アクセントの記録は平安時代から残っており、これら京都アクセントの記録や現代方言同士の比較から、金田一春彦や奥村三雄は、平安期の京都アクセントに近いものが各地で変化して、今日のようなアクセントの方言差を生んだと推定している。平安時代後期の『類聚名義抄』に記された京都アクセントは、二拍名詞に5種類のアクセントの区別があった。この5つの語群（第1類〜第5類）のうち、第2類と第3類が統合したのが現在の京阪式アクセントであり、さらに第4類と第5類が統合したのが東京式アクセントである。いっぽう山口幸洋は中央の京阪式アクセントと地方の無アクセントの接触によって、東京式アクセントが生まれたとする説を提唱している。

### 文法

#### 動詞
学校文法では、動詞の活用を未然形、連用形、終止形、連体形、仮定形、命令形の6種類としているが、ここでは未然形のうち「行こう」「食べよう」などにあたる形を意志形とする。また連用形のうち「行っ（た）」「食べ（て）」のように「た」「て」などがつく形は、五段活用動詞で音便が発生するため、音便形として分けて記述する。また本土方言のほとんどで終止形と連体形の区別がないため、区別する場合を除きどちらも「終止形」として記述する。
共通語の活用の種類には五段活用（四段活用）、上一段活用、下一段活用、カ行変格活用、サ行変格活用がある。諸方言にもこれらがあるほか、奈良県十津川村・和歌山県中部・愛媛県東宇和地方・九州地方には、「おちん（落ちない）」「おつる（落ちる）」「あげん（上げない）」「あぐる（上げる）」のような上二段活用・下二段活用がある。「落ちる」「起きる」などは、豊日・壱岐島では「おてん（落ちない）」「おけん（起きない）」のように下二段となり、琉球方言でもオテ・オケに対応する語形で言う。また、「しなん（死なない）」「しぬる（死ぬ）」「しぬりゃー（死ねば）」のようなナ行変格活用が、京都府丹後・兵庫県但馬・中国地方・四国地方・九州地方にある。
カ行変格活用「来る」は、関東で上一段化する傾向があり、「きない（来ない）」は茨城県・千葉県・埼玉県・群馬県で言う。茨城県北部では「きる（来る）」「きろ（来い）」と完全に上一段活用となる。サ行変格活用「する」は、茨城県・千葉県・山梨県・富山県などで上一段活用の「しる」となり、愛知県などで「せる」となる。
ワ行五段活用の終止形は、一部に「こー（買う）」、「おもー（思う）」と言う地域がある。また青森県とその周辺では、「かる（買う）」、「おもる（思う）」のようにワ行五段がラ行五段に変化している。
次に各活用形の地域差を示す。
未然形
未然形は、五段動詞はア段で表し、上一段動詞はイ段、下一段動詞はエ段で表す。奈良県南部・紀伊・島根県出雲・肥筑・薩隅・沖縄本島では、一段・二段動詞で「起きらん」（起きない。ただし沖縄本島はʔukiraN）のように五段化した形を用いる。
意志形
意志形は、「書こう（カコー）」「見よう（ミヨー）」「受けよう（ウケヨー）」のような「未然形+う」に由来する形で、西日本および日本海側の北陸から秋田県にかけてに分布する。東北・関東・甲信静などでは後述の「-べー」「-ず」などを用いる。一段動詞の場合、共通語では「う」ではなく「よう」を使うが、中国・九州では「う」のまま「見う」「受けう」にあたる形で言い、連母音融合により変化している。具体的には、上一段動詞では中国・九州で「みゅー・みょー」、下一段・下二段動詞では中国で「うきょー」、九州で「うきゅー・うきょー」と言う。五段動詞では、山陰（兵庫県但馬北部・鳥取県・島根県出雲）では「行か（ー）」のようにア段になる。近畿では「書こ」「見よ」のように伸ばさず言う。全国のところどころ（近畿南部・九州各地など）で、一段動詞が五段化して「起きろー」「逃げろー」のように言う。カ変「来る」の意志形は西日本・新潟県で「こー」と言う。
連用形
五段動詞はイ段で、上一段動詞はイ段で、下一段動詞はエ段で表す。
音便形
音便形は、「-て」「-た」などがついた場合に用いられる活用形である。もともとは連用形であったが、「書きて→書いて」「待ちて→待って」のように五段動詞では音便が起こっているためここでは区別して音便形とする。
ア・ワ行五段動詞は、東日本と山陰で「思って」のように促音便、山陰を除く西日本で「おもーて」のようにウ音便になる。東西の境界は、太平洋側では愛知県・岐阜県が促音便で近畿以西がウ音便だが、日本海側では新潟県越後の中部・北部および佐渡、富山県以西でウ音便である。山陰で促音便なのは京都府奥丹後・兵庫県但馬・鳥取県・島根県出雲・隠岐。近畿などではウ音便は「おもて」のように短くなる。
カ行五段は「書いて」のようにイ音便が多いが、八丈島では「書って」という。ガ行五段も「嗅いだ」のようにイ音便が多いが、秋田市や長野県中部・南部、近畿の一部などには「かんだ」のような撥音便があり、岐阜県飛騨にはイ音便のほかに「かぎた」のような非音便形もある。
サ行五段動詞は、西日本（静岡県以西。近畿・愛媛を除く）で「起こいた」のようなイ音便がある。ただ、イ音便となる語が限られている地域もあり程度はさまざまである。東日本では「起こした」のように非音便である。
バ行・マ行五段動詞は、「飛んだ」「読んだ」のように撥音便の地域が広いが、富山県五箇山・三重県志摩・奈良県南部・愛媛県・高知県・中国地方西部・九州地方に「とーだ（飛）」「のーだ（飲）」のようなウ音便がある。八丈島では「飛った・飛っだ」「読った・読っだ」と促音便を用いる。
終止形・連体形
本土方言のほとんどで終止形と連体形の区別はない。長野県の秋山郷では両者とも「書こ」「見ろ」とオ段で言う。一方、伊豆諸島の利島や八丈島では終止形で「書く」「見る」、連体形は「書こ」「見ろ」と言って区別する。ただし、八丈島での自然な言い切りは「書こわ」「見ろわ」のように「連体形+わ」で表す。また、利島では終止形は「書くべい」「書くな」など限られた形で現れ、言い切りには「書こ」と言う。
琉球方言でも終止形と連体形を区別するが、本土方言の終止形・連体形に由来する形ではない。終止形は、宮古方言を除き、「連用形＋をり」から派生したと見られる形を用いる。
仮定形
仮定形は、共通語では「書けば」「見れば」などの形だが、西関東から九州東部までの範囲（近畿中央部除く）では「書きゃ（ー）」「見りゃ（ー）」のように融合した形を用いる。近畿中央部では仮定形を用いず「-たら」を使う。
命令形
命令形は、五段動詞では「開け」のようにエ段で表す。一段動詞・サ変動詞には、東日本と肥筑方言（筑前を除く）で「起きろ」「しろ/せろ」のような「ろ」のついた形、西日本（糸魚川-静岡県中部以西）では「起きよ」のような「よ」のついた形や「起きー」「食べー」「せー」のような形を用いる。このほかに、北海道・秋田県・山形県庄内・新潟県越後や九州各地や沖縄本島で「起きれ」（ただし沖縄本島はʔukireː）のような五段化した形を用いる。カ変「来る」の命令形は西日本では「こい」だが、東日本には「こー」と言う地域がある。

#### 動詞に付く接辞

##### 打ち消し
動詞の打ち消しには、東日本で「未然形+ない・ねー」、西日本・琉球で「未然形+ん」を用いる。「-ん」の範囲は新潟県佐渡・糸魚川・長野県木曽谷・伊那谷・静岡県大井川以西および山梨県中央部。東日本ではラ行五段で「分かんない」のように撥音化が起こる場合がある。近畿中央部では「-ん」は強い打ち消しを表し、「-へん・やへん」の形が普通の打ち消しを表す。このほか、八丈島で「連用形+んなか」、山梨県奈良田・静岡県大井川上流で「未然形+のー」、和歌山県・三重県で「五段未然形+ん」に対し「一段未然形+やん」、隠岐で「未然形+の」、沖縄県八重山列島で「未然形+ぬ」と言う。
打ち消しの過去・完了には、東日本では「未然形+なかった・ないかった・ねかった」を用い、「未然形+なんだ」を用いるのは新潟県佐渡・富山県・長野県中信・南信・山梨県中央部・静岡県大井川から近畿地方を含んで中国地方東部・四国地方（高知県除く）までである。また石川県加賀や静岡県遠江など中部地方の一部で「未然形+んだ」、三重県伊勢で「五段未然形+んだ」「一段未然形+やんだ」、近畿中央部で「-へなんだ・やへなんだ」「-へんかった・やへんかった」、中国地方西部・高知県・豊日では「未然形+ざった・だった」、九州の一部で「未然形+じゃった」を用いる。九州では「未然形+んじゃった」がもっとも盛んで、福岡県筑前および九州全般若い世代では「未然形+んやった」、熊本県（特に若い世代）で「未然形+んだった」を用いる。西日本（九州含む）の若い世代では「未然形+んかった」が盛んである。
打ち消しの中止には、東日本で「未然形+ないで・ねーで」、西日本で「未然形+んと・いで・んづくに」を使う。打ち消し仮定には、東日本で「未然形+なけりゃー・なければ・ないば・ねば」など、西日本で「未然形+んと・にゃ（ー）・な・んかったら」などを使う。

##### 推量・意志・勧誘
「行こー・行かー」「食べよー・食びょー」などの意志形は、意志・勧誘を表し、地域によっては推量も表す。
意志・推量を表す「-べ（ー）」が分布するのは、北海道、東北地方（秋田県由利・山形県庄内を除く）、関東地方、新潟県の東蒲原郡・魚沼地方、長野県佐久地方・秋山郷、山梨県郡内地方、静岡県富士川以東である。「-べ（ー）」は原則として終止形につくが、宮城県・福島県・茨城県・栃木県で「起きっぺ（ー）」のような促音化、神奈川県などで「起きんべ（ー）」のような撥音化が起き、群馬県などでは一段動詞には「起きべ（ー）」のように未然形につく。「べー」は助動詞「べし」に由来する。
長野県・山梨県・静岡県・愛知県三河に意志・推量を表す「未然形+ず・す」があり、「行かず」「行かす」のほか、「行かっと思う」「行かっか」のように言う。「ず」は古語「むず」の変化したもので、さらに「ず」が清音化して「す」となった。沖縄県では未然形単独で意志を表す。
多くの地域で意志と勧誘は同じ形を用いるが、別表現を用いる地域もある。勧誘を表すのに静岡県中部などで「行か（ー）ざー」のように「ざー」を用い、名古屋付近では「意志形+まい」（例：行こまい）、愛知県三河・静岡県西部・岐阜県飛騨・長野県南部で「未然形+まい（か）」（例：行かまいか）を用いる。
推量には、上述の「-べ（ー）」のほか、西日本で広く「-やろ（ー）・じゃろ（ー）」を用いる。「-だろ（ー）」を山形県庄内・新潟県越後北部・東京・愛知県尾張北部・京都府丹後西部・徳島県・島根県石見で、「-だら（ー）」を愛知県三河・知多半島および兵庫県但馬北部・鳥取県・島根県出雲・隠岐で用い、山形県庄内で「終止形+でろ」、関東などで「終止形+だんべ（ー）・だべ（ー）・だっぺ（ー）」、八丈島で「-のー」を用いる。「終止形+ずら・ら」を長野県・山梨県・静岡県・愛知県三河で、「終止形+ろ（ー）」を新潟県越後中部・島根県石見・山口県長門・高知県で、「終止形+ど」を薩隅で用いる。「ら」「ろー」「ど」は古語「らむ」に由来する。
打ち消し推量には、「未然形+ないだろー・んやろ」などのほかに、東日本では広く「未然形+なかんべ（ー）・なかっぺ（ー）」があったが、昭和後期には広く「未然形+ないべ（ー）・ねーべ（ー）」、一部で「未然形+ねーっぺ（ー）」が使われるようになった。また、本土全体の所々で「-まい」を使う。静岡県東部では「未然形+ねーずら」とともに「未然形+なかろ（ー）」とも言う。
過去・完了の推量では、「-ただろー・たやろ」などのほか、各地に「音便形+つら（ー）・つろ（ー）」、「音便形+たら（ー）・たろー」があり、関東大部分の古い世代では「音便形+たんべ（ー）・たっぺ（ー）」と言う。長野県・岐阜県には「音便形+たらず」もある。

##### 時制と相
共通語では、「音便形+ている」は動作の進行・継続（進行相）または変化の結果が継続していること（結果相・完了相）に用いる。たとえば「太郎は今走っている」では動作が進行中であることを表し、「道に木が倒れている」では道に木が倒れたままになっているという、変化の結果が持続した状態を表す。「走る」のような継続的動作を表す動詞（動作動詞）では「-ている」をつけると進行相を表し、「倒れる」のような瞬間的変化を表す動詞（変化動詞）では「-ている」が結果相を表すのが原則である。これらを表すのに、東日本・福井市付近・近畿中央部で「音便形+てる」、東北で「音便形+てた・た（詳細後述）」など、佐渡・富山県以西の北陸・愛知県・三重県伊勢で「音便形+とる」、島根県出雲で「音便形+ちょる・ちょー」と言う。「走る」のような終止形で表される形は動作全体をとらえた形で、完成相と呼ぶ。「走ってる」のように「-てる」などを使って表される形は動作の継続している時間内部に言及する形で、非完成相と呼び、共通語や上記の地域では進行相と結果相を区別しない。
上記以外の西日本では、非完成相のうち、進行相と結果相を別表現で言い分ける。すなわち岐阜県・奈良県南部・兵庫県播磨・中国地方（出雲除く）・四国地方・九州地方では、進行相に「連用形+よる」など、結果相に「音便形+とる・ちょる」などを用いて区別する。進行相には「-よる」のほかに、高知県で「-ゆー」、薩隅方言で「-おぃ・よぃ・おっ・よっ」などを用いる。結果相には「-とる」の地域が多いが、「-ちょる」を用いるのは富山県五箇山・石川県白峰・岐阜県の一部・広島県安芸以西の中国地方・香川県西部・愛媛県の一部・豊日方言で、高知県では「-ちょる・ちゅー・てょる・てゅー」、薩隅方言では「-ちょぃ・ちょっ」などと言う。進行相は「おる」、結果相は「ておる」の変化したものである。生物の存在に「おる」ではなく「ある」を使う紀伊（和歌山県・三重県南部）では、進行相に「-やる」、結果相に「-たる・たーる」を用いる。このうち薩隅では老年層を除き区別が失われており、その他の地域でも区別はそれほど厳密なものではない。なお西日本の「-よる」には「今にも…しそうだ」という動作の開始直前を表す用法（将然）がある。また「新聞を毎日読んでいる」のような習慣・反復には、「-よる」を用いる地域と「-とる」を用いる地域がある。
過去・完了は、広く「音便形+た」で表すが、神奈川県西部・山梨県東部・静岡県東部・愛知県三河などで「音便形+たー」とすることもある。八丈島の過去表現は独特で、「書から」「買わら」「出したら」「起きたら」「有らら」などと言う。
東日本、特に東北では過去時制に関係する表現が多様で、「いる」のタ形「いた」が現在を含むそれ以前を表す。東北では、タ形を使って、動作や状態が一時的なものであることを示す場合がある。たとえば宮城県登米市中田町方言の研究によると、「いる」は時間的に限定されない習慣や恒常的状態を表すのに対し、「いた」（音声的には「いだ」）は現在の一時的状態または過去の状態を表す。動作動詞の非完成相でも、「してる」は未来あるいは現在の習慣を表すが、「してた・してだ」は現在の一時的動作（進行・結果）または過去の動作を表す。
東日本の大部分には「音便形+たった・てあった」があり、過去の事実の確かめや回想、遠い過去などを表す。青森では「-てあった」が進行相過去（共通語：-ていた）を表し、岩手では「-たった」が完成相過去（共通語：-た）を表す。「-た」と「-たった」の使い分けとしては、「-た」が現在を含むのに対し、「-たった」は現在とは切り離された過去を表す。また「-たった」は地域によっては話し手が直接知覚・体験した出来事であることを明示する機能がある。たとえば宮城県登米市中田町では、「太郎ここさ座った」は話し手が目撃したかどうかは分からないが、「太郎ここさ座ったった」は話し手が目撃した出来事であることを表している。
東日本では「音便形+たっ」に回想の「-け」をつける。東北では、音便形または終止形につく「-け」は確かな経験を表す。

##### 仮定条件
近畿中央部では仮定条件に「音便形+たら」を用いる。また岩手県や八丈島には「未然形+ば」による仮定表現が残っている。

##### 敬語
尊敬語として使われるものには、全国に諸形があり、「未然形+る/らる・れる/られる・す/さす・す/らす・っせる/らっせる・っせる/やっせる・っせる/さっせる・っしゃる/らっしゃる・っしゃる/やっしゃる・っしゃる/さっしゃる・んす/やんす・しゃる/やっしゃる・はる・しゃんす/やしゃんす・しゃんす/さしゃんす」（/の前者が五段動詞につくもの、後者が一段動詞につくもの）、「連用形+なさる・なはる・んさる・なる・やす・やはる」、「音便形+て」などがある。
丁寧語としては、肥筑方言で「まっする・まっす」、近畿・豊日方言などで「ます」、鹿児島で「もす」、長野・長崎などで「やす」、東北で「す」=「し」を使う。いずれの接辞も連用形につく。

#### 形容詞
形容詞は、北奥羽方言で活用しなくなりつつあり、関東や近畿、出雲でもその傾向がある。特に秋田県では形容詞がまったく活用せず、「たげぁぐ」（高く）、「たげぁがった」（高かった）、「たげぁば」（高ければ）ように、終止形（たげぁ[tagɛ]）に直接さまざまな接辞がつく。
終止形・連体形は、北海道・本州・四国・豊日・対馬で「たかい（高）」のようなイ語尾を用いる。一方、肥筑方言（対馬除く）では「たかか」のようなカ語尾で、薩隅はイ語尾とカ語尾の併用（大隅はイ語尾がかなり優勢）である。八丈島では終止形語尾が「-きゃ」（たかきゃ）、連体形語尾が「-け」（たかけ山）である。琉球方言のうち、宮古島では「たかかい」[takakaï]（平良方言での例）のように「語幹+くあり（かり）」に由来する形を用い、それ以外の全域にあたる奄美諸島・沖縄諸島・多良間島・八重山列島では「たかさん」（首里方言での例）のように「語幹+さあり」に由来する形を用いる。
形容詞の連用形は、東日本と琉球で「-く」を用いるが、西日本ではウ音便を用いる。ウ音便も地域により、「赤くなる→あこ（ー）なる/あか（ー）なる」「嬉しくない→うれしゅーない/うれし（ー）ない」とさまざまに形が変化している。
推量を表すには、静岡県東部と中国地方大半・九州地方では「たかかろー（高）」、出雲～東山陰では「たかからー」のように言う。関東の若い世代と東北では「たかいべ（ー）・たけーべ（ー）」、福島県・関東地方・伊豆諸島のそれぞれ古い世代では「たかかんべ（ー）」、茨城県から千葉県中央部にかけての古い世代で「たかかっぺ（ー）」、八丈島では「たかかんのー」と言う。そのほか、各地で「-やろ（ー）・じゃろ（ー）・だろ（ー）」「-ろ（ー）」を使う。

#### 形容動詞
共通語では形容動詞の終止形語尾は「だ」であり、各地の方言でも断定の助動詞（体言につくもの）と同じく「だ」「じゃ」「や」とする地域が多いが、西日本のところどころ（特に中国・四国）では、形容動詞の終止形を「静かな」のように「-な」の形とする。一方、北奥羽方言では連体形の場合も「静かだ晩」のように言う。

#### 助詞・その他

##### 断定の助動詞
断定の助動詞には、新潟県・長野県・愛知県以東の東日本と、京都府丹後西部から島根県までの山陰、熊本県の一部で「だ」を用いる。千葉県北東部・神奈川県西部・愛知県三河南西部などでは「だー」とも言い、八丈島では「だら」と言う。「じゃ・ぢゃ」を富山県・岐阜県・近畿南部・山陽・四国・九州で用い、鹿児島県陸地部の所々で「じゃっ」と言う。「や」を富山以西の北陸・愛知県尾張北西部・岐阜県・近畿大部分・香川県と大分県・福岡県・佐賀県・長崎県で用いる。ただし肥筑方言では、「じゃろー・やろー」「じゃった・やった」の形では使っても「じゃ・や」をそのまま文の終止には使わず、代わりに「ばい」「たい」などの終助詞をつけるか、何もつけずに体言止めする。
推量には、終止形が「だ」の地域は「だろ（ー）」「だべ（ー）」など、「じゃ」の地域は「じゃろ（ー）」、「や」の地域は「やろ（ー）」を使うが、四国の一部では終止形は「じゃ」なのに推量は「だろー」と言い、島根県隠岐の島後では「だ」なのに「じゃらー」と言う。
「だ」「じゃ」「や」などの語源はいずれも「である」で、室町時代以降、「である」が「であ」「でぁ」に移行し、これが「だ」と「ぢゃ/じゃ」に分かれ、「じゃ」から「や」が生まれた。江戸では江戸時代の早い時期から「だ」で、近畿では江戸時代末に「や」が現れた。「でぁ」は現代でも富山県の一部高齢層に残っており、近世後期には岐阜県・愛知県でも使われていた。

##### 格助詞
格助詞は、「息が」→「いきゃ」、「窓が」→「まだ」、「時は」→「ときゃー」など、直前の母音と融合して発音される地域が全国各地にある。融合するパターンにも地域差があり、たとえば「鳥を」は、静岡県などで「とりょー」、山陽などで「とりゅー」となる。「酒を」は山陽で「さきょー」、大分県で「さきゅー」となる。岡山県では名詞末尾の母音と「は」「を」「に・へ」の組み合わせに応じて規則的に語形変化するため、名詞の曲用とみなせる。また撥音「ん」の後に「が」「は」がきた場合に「本は」→「ほんな」のように「な」に変わる地域、「を」が来た場合に「本を」→「ほんの」のように「の」に変わる地域がある。
対格（「を」）には、肥筑・奄美群島・宮古列島・八重山諸島で「ば」、宮古列島・八重山諸島で「ゆ」を使う。東北や近畿では「を」を省く傾向が強い。東北・東関東・新潟県北部では、共通語の「のこと」（例：太郎は花子のことを愛している）が変化した「こと・ごど」「とこ・どご」が対格の助詞として使われる（例：太郎、子供どご好きだ）。これらは太平洋側を中心とする地域では人物・生物（有情物）のみに使われるが、日本海側には無生物でも使う地域がある。
名古屋・近畿・中国・四国では引用の「と」（～と言う、～と思うの「と」）が省かれる。
主格には、北海道・本州・四国・豊日・薩隅で主に「が」、所々で「ん」、大分県北部で「ぐ」、大分県南部で「い」、肥筑で「の・ん」を用いる。琉球方言では主格と属格（共通語では「の」）の両方に「が」と「ぬ」を用いる地域が多く、対象の意味・性質により「が」と「ぬ」を使い分ける（「ぬ」は「の」の変化したもの）。八重山方言では「が」がなくなり「ぬ」のみとなっている。
「もの」「こと」にあたる準体助詞（「ここにあるのは」の「の」）には、北海道・本州・四国・福岡県豊前・大分県で「の」、秋田県・山形県で「な」、福島県会津・山形県庄内・新潟県越後で「あん」、新潟県越後で「がん・が」、富山県・石川県と高知県で「が」、大阪府で「のん」、山口県で「そ・ほ」、九州（福岡県豊前・大分県大部分を除く）で「と・つ」を用いる。

##### 接続助詞
理由を表す順接の接続助詞には、次のものがある。
| 語形                                             | 地域                                                                                             |
| ------------------------------------------------ | ------------------------------------------------------------------------------------------------ |
| はんで・はんて・へんで・へで・んて・えんて       | 青森県津軽・三戸郡・秋田県・岩手県北部                                                           |
| すて・して                                       | 青森県下北半島                                                                                   |
| から                                             | 北海道・秋田県・岩手県・南奥羽方言・関東地方とその周辺                                           |
| んて                                             | 静岡県の静岡市以東と八丈島                                                                       |
| に                                               | 長野県                                                                                           |
| で                                               | 長野県（中南信とそれに接する東北信）・静岡県・愛知県・岐阜県・福井県・三重県・滋賀県・京都府北部 |
| さかい・さけ・はかい・はけ・すけ・しけ・っけ・け | 近畿地方・北陸地方・新潟県・山形県（置賜除く）・青森県南部地方・岩手県北東部・長野県北端         |
| よって・よってに                                 | 近畿地方・長野県南部                                                                             |
| けん・けー・きん・きー・けに・きに               | 中国地方・四国地方・九州地方（宮崎県・鹿児島県を除く）                                           |
| せん・せに・せーに                               | 長崎県の所々・壱岐・天草                                                                         |
| で                                               | 熊本県南部・薩隅方言                                                                             |
| から・かい                                       | 宮崎県、鹿児島県種子島・屋久島（「かい」は宮崎県のみ）                                           |

「はんで」系の由来は、室町時代に中央語で理由表現として使われた「ほどに」で、19世紀初頭の山形県庄内で「ほでえ」の記録があり、ホドニ→ホドエ→ホデエ→ホデ→ハデと変化して青森・岩手まで伝播したとみられる。「から」系はこれよりも古くからあり、東北・関東に残った。「けん」系の起源は「けに」である。「さかい」は元は「さかいに」で、理由を表す「けに」に同じく理由を表す「さ」をつけて「さけに」としたのが由来とする説や、名詞「境」が転じたものとする説がある。これが近畿から日本海側を北上して、北陸・東北へ進出した。
「けれども」にあたる逆接の接続助詞には、次のものがある。
| 語形                                     | 地域                                 |
| ---------------------------------------- | ------------------------------------ |
| けども・けど・けんど・けれど・けんども等 | 北海道、南奥羽方言から豊日方言まで   |
| ども                                     | 北海道沿岸部・北奥羽方言・新潟県越後 |
| ばって                                   | 青森県津軽・秋田県北部               |
| たって                                   | 青森県下北半島                       |
| ども・だども                             | 島根県出雲                           |
| だえど・だいど                           | 島根県隠岐                           |
| ばってん・ばって                         | 肥筑方言・薩隅陸地部南端・薩隅離島部 |
| どん・いどん・じょん・どんからん         | 薩隅・佐賀県西部・長崎県中部         |
| しが                                     | 沖縄県                               |

「ばってん」系の起源は「ばとても」。九州の一部に「ばっても」「ばってむ」があることもこれを裏付ける。

## 歴史

### 琉球方言の分岐
琉球方言にみられるハ行P音や仮定形・已然形の区別などの言語特徴は、奈良時代以前の日本語の姿を残すものである。一方で、本土方言と琉球方言の類似の程度から言って、両者が分岐した時期が弥生時代よりはるか前とも考えられない。服部四郎は二言語間の共通の語彙を比較する言語年代学の手法を使って、京都方言と首里方言の分岐年代について（1950年ごろから計算して）1450〜1700年前という計算結果を示している。一方でこの計算結果は可能性の最下限を示すものだとして、実際の分岐年代は1500〜2000年前だったと推定している。服部は、約2000年前以降、北九州から近畿への住民移動によって九州・琉球方言と近畿方言の分岐が起こり、九州において少なくとも2、3世紀は九州・琉球祖語が話されていて、その後、九州から南西諸島への住民移動が起こって琉球方言の母体となる言語が南西諸島にもたらされたと推定している。

### 上代東国方言
8世紀の時点で、日本語には少なくとも3つの大きな方言が存在したことが知られている。すなわち東部方言（東国方言、Eastern Old Japanese）と中部方言（Central Old Japanese）、西部方言（Western Old Japanese）である。このうち、下記のように確実な資料が残存しているのは西部（奈良付近）の上代日本語と東部方言だけである。
奈良時代の万葉集の東歌・防人歌には、多くの東国方言による歌が載せられている。東国方言は現在の長野県・静岡県から東北南部、すなわち信濃、遠江、駿河、伊豆、上毛野、武蔵、相模、陸奥、下毛野、常陸、下総、上総、甲斐、安房の歌が伝わる。東歌・防人歌から例として4首を挙げる。
筑波嶺（ね）に雪かも降らる否（いな）をかもかなしき児（こ）ろが布（にの）乾さるかも
（筑波山に雪が降ったのか。それともいとしいあの児が洗った布を乾したのだろうか）（常陸、3351番）
上毛野（かみつけの）伊香保の嶺（ね）ろに降ろ雪（よき）の行き過ぎかてぬ妹が家のあたり
（通り過ぎることのできない妹の家のあたりよ）（上毛、3423番）
昼解けば解けなへ紐のわが夫（せ）なにあひ寄るとかも夜解けやすけ
（昼解くと解けない紐がわが背子に逢うからとでもか夜は解けやすい）（未勘国、3483番）
草枕旅の丸（まる）寝の紐絶えば吾（あ）が手と付けろこれの針（はる）持し
（草を枕の丸寝をして紐が切れたらこの針で自分の手でお付けなさい）（武蔵の防人の妻、4420番）
万葉集に載せられたこれらの歌が、当時の方言を純粋に反映したものかどうかは明らかでないが、上代東国方言を今に伝えるものとして資料的価値が高い。これらの歌には、方言ごとに異なるが、おおむね中央語との間に次のような違いが見られる（上記4首の下線部分にもある。なお、万葉集などの上代の文献ではイ列・エ列・オ列音の一部に甲乙の書き分けが見られ、なんらかの発音の区別があったとみられる。詳しくは上代特殊仮名遣を参照）。
1. チがシになる。
2. イ列音がウ列音になる。
3. エ列甲類音がア列音になる。完了の「り」（中央語ではエ列に接続）がア列に接続する。
4. エ列乙類音がエ列甲類音になる。
5. オ列乙類音とイ列音、エ列乙類音が混同される（ただし長野県・静岡県にみられる）
6. 「なふ」という打ち消しの助動詞を使う。活用は未然形「なは」、連体形「なへ・のへ」、已然形「なへ」で、連用形・命令形を欠く[149]。（例）「あはなふよ」（逢わないよ・3375）、「あはなはば」（逢わないならば・3426）、「あはなへば」（逢わないので・3524）。
7. 一段型動詞の命令形語尾に「ろ」を用いる。（例）「ねろ」（寝よ・3499）、「せろ」（せよ・3465・3517）。
8. 四段・ラ変活用動詞の連体形語尾がオ列甲類音になる。（例）「ゆこさき」（行く先・4385）
9. 形容詞の連体形語尾が「き」ではなく「け」になる。（例）「ながけこのよ」（長きこの夜・4394）
10. 推量に「なむ・なも」を用いる。

1〜10のほとんどは足柄峠以東の関東・東北南部の歌に見られ、長野県・静岡県では方言色は薄い。このうち音韻的な特徴については、上代特殊仮名遣いの甲乙の混同が中央語よりも早く進んでいたものと見られ、エ列の甲類と乙類の区別はすでになくなっている。1については、当時中央で[ti]と発音したチを、東国方言では[ʧi]または[tsi]と発音していたことを表していると見られ、京都では室町時代以降に起こったチの破擦音化が東国ではより早く起きていたことを示す。2は[i]が中舌母音[ï]になっていたものと考えられ、これが現代のズーズー弁に直接つながるものとする説もあるが、はっきりしない。3のア列に接続する「り」は、八丈島の過去表現「書から」にその名残がある。
文法的特徴のうち、7は現代東日本方言にそのままつながるもので、命令形の「-よ」と「-ろ」の対立は奈良時代にまでさかのぼることになる。ただし、命令形「-ろ」は現代の九州北西部にもある形で、これについては方言周圏論を適用して奈良時代よりも前に中央で「ろ」から「よ」への変化があったと推定されている。また、6については現代の東日本方言の「ない」に通じるものの可能性があるが、定かではない。一方、8・9・10は八丈島・利島・秋山郷などごく限られた地域に残るのみで、東日本方言のほとんどで平安時代以降に中央語からの同化作用を受けたことになる。現代の東日本方言・西日本方言の違いのうち、断定の助動詞「だ」対「じゃ・や」、動詞・形容詞で起こる音便の違いは、万葉集よりも後の時代に現れたものである。

### 中古・中世
平安時代から鎌倉時代にかけての文献では、地方の言葉は粗野なものであるとするにとどまり、少数の語彙が記録されるのみで方言の全体像は不明である。その中で、命令の「ろ」が使われていた記録として、鎌倉時代の「塵袋」に
「坂東人ノコトバノスヱニロノ字ヲツクル事アリ、ナニセロ、カセロト云フヲ」
と指摘されている。この間に中央語では、二段活用の動詞で「起く」のような旧終止形を廃止し連体形「起くる」を終止形として用いたり（終止・連体形の合一）、「打ちて」を「打って」とするなどの音便、語中・語尾のハ行音がワ行に変化するハ行転呼が起きた。一方、古代東国方言は中央語からの影響を受け、徐々に中央語に近い形に変化したと見られる。上代東国方言の文法的特徴が現代では伊豆諸島の八丈島や利島、長野県・新潟県境付近の秋山郷、山梨県奈良田、静岡県井川など中部地方付近に残るのに対し東北地方に見られないことから、上村幸雄は、中央語の影響で上代東国方言の特徴を失ったあとの東国方言が鎌倉時代以降に東北地方に広まり、現代の東北方言が形成されたのではないかと指摘している。

#### 『日本大文典』
戦国時代以降には、各地の方言を記録した書物が現れるようになった。このころには「京へ筑紫に坂東さ」ということわざがあり、当時、中央と九州と東国の3つの方言圏が意識されていたことを物語る。特にポルトガルから来日したキリシタン宣教師ジョアン・ロドリゲスの著した『日本大文典』（1604年）では、各地の方言の特徴が詳述されている。『日本大文典』では
「'三河'（Micaua）から日本の涯にいたるまでの'東'（Figaxi）の地方では、一般に物言ひが荒く、鋭くて、多くの音節を呑み込んで発音しない」
とあり、これは当時も東日本では子音を強く発音し母音の無声化が盛んだったことを表現したものと解釈されている。さらに、「関東」または「坂東」の特徴として、次の8点を挙げている。
『日本大文典』による関東方言の特徴
1. 未来を表すのに「べい」を用いる。たとえば「参り申すべい」「上ぐべい」など。
2. 打ち消しの「ぬ」の代わりに「ない」を用いる。たとえば「上げない」「読まない」など。
3. 形容詞で、「良う」「甘う」の形の代わりに「良く」「甘く」の形を用いる。
4. 動詞で、「払うて」「習うて」の形の代わりに「払って」「習って」の形を用いる。
5. 「張って」「借って」の形の代わりに「張りて」「借りて」の形を用いる。
6. 移動の「へ」の代わりに「さ」を用いる。たとえば「都さ上る」。
7. 「しぇ」の音節は「せ」と発音する。たとえば「しぇかい」（世界）を「せかい」など（当時の京都では「せ」を「しぇ」と発音した）。
8. 尾張から関東にかけては、「上げんず」「聞かんず」のように未来形「〜んず」を盛んに用いる。

上記は、現代の関東方言と異なる部分もあるにしろ、万葉集に記された方言と比べると、はるかに現代のものに近くなっている。江戸時代初期の他の文献にも、東国でハ行四段動詞の連用形促音便や、断定の助動詞「だ」、打消の助動詞「ない」が現れている。
『日本大文典』では、中国地方の方言について、アイをアーと発音すること（「なるまい」を「なるまぁ」）、「上げざった」「参らざった」のように打ち消しの助動詞「ず」「ざる」を使うことを記しており、これは現在の中国地方西部の方言にあてはまる。また備前ではガ行音の前の鼻音がないことを記している。
『日本大文典』は九州の方言についても詳しい。九州全般の特徴として、合音をウーと発音すること（「一升」を「いっしゅー」）、移動を表す「へ」の代わりに「に」「のやう（yŏ）に」「のごとく」「さまえ」「さな」などを使うこと、推量の助動詞「らう（Rŏ）」「つらう（Tçurŏ）」「づらう（Dzurŏ）」を使うことが記されている（ŏは開音のオー）。九州方言のうち豊後では、エイ・オイをイーと発音し（「礼」を「りい」、「良い」を「いい」など）、打消しの助動詞「ざる」や尊敬の助動詞「しゃる」を使う。肥前・肥後・筑前では、動詞の命令形に「上げろ」「見ろ」のように「-ろ」を用い、形容詞の語尾が「良か」「古か」のようにカ語尾になり、推量の助動詞「いらう（Irŏ）」「やらう（Yarŏ）」を使い、尊敬の助動詞「させめす」「せめす」を使う。また肥前などではアイ、オイがアエ、オエとなる（「世界」を「せかえ」、「黒い」を「くろえ」など）。これらを現在の九州方言と比較すると、「合音→ウー」や命令形「-ろ」、カ語尾などは、現在の方言にそのままあてはまる特徴で、九州方言を多く採録した『日葡辞書』（1603年）に記録された「かるう」（背負う）などの多数の語彙と合わせると、現在の方言の大枠が当時すでにできあがっていたことが推察される。

### 江戸時代
現代の方言分布は、江戸時代の藩の領域に沿うことがあり、特に津軽藩や仙台藩、薩摩藩など東北や九州でこの傾向が強い。このことから江戸時代の藩制によって今日の方言圏が形成されたことが分かる。当時、藩の間の移動は制限され、藩が小さな国家のように機能していたためである。
江戸時代には他の地域とは互いに全く言葉が通じないことが多く、謡曲調や文語調に話すなどして意思疎通をしていた。
江戸時代には「古語は方言に残る」という考えは一層有力になり、方言を記述した書物が増えた。例えば本居宣長の『玉勝間』や荻生徂徠の『南留別志』などに、そのような旨の言及が見られる。この他に安原貞室の『片言』や小林一茶の『方言雑集』など、俳人たちによる文献がある。また越谷吾山の『物類称呼』の以下の記述などから、東西方言の違いが意識されていたことも分かる。
「大凡我朝六十余州のうちにても山城と近江又美濃と尾張これらの国を境ひて西のかたつくしの果まで人みな直音にして平声おほし、北は越後信濃東にいたりては常陸をよひ奥羽の国々すへて拗音にして上声多（し）」
「今按に東海道五十三次の内に桑名の渉より言語音声格別に改りかはるよし也」
江戸時代の前半までは、京都方言が中央語の地位を占めていたものの、江戸幕府が成立して以降、江戸言葉の地位が次第に高まっていった。また、江戸時代には上方の言葉が江戸に流入したため、江戸・東京方言は周辺の関東方言に比べてやや西日本的な方言になった（「行くべ」ではなく「行こう」など）。やがて上方方言に対して江戸方言の優位が固まっていき、明治時代に東京方言を基に標準語を確立することになった。

### 近代以降
明治になって言葉の統一が求められるようになると、東京方言をもとに標準語を確立し普及させようとする動きが起こった。同時に、方言を排除しようとする動きが広がり、標準語こそが正しい日本語であり、方言は矯正されなければならない「悪い言葉」「恥ずかしい言葉」とみなされた。
一方で、国家的規模の方言調査が、文部省内に設置された国語調査委員会によって執行され、学術的な研究調査の成果として、とりわけ『音韻調査報告書』（1905年）や『口語法調査報告書』（1906年）などがある。しかし、1913年に国語調査委員会は行政整理の名の下に廃止され、その膨大な資料も関東大震災によって焼失した。こうして方言学は大正に一旦は衰退したが、昭和の初期に至って、東条操の「方言区画論」と柳田國男の「方言周圏論」が発表されるなど、再び活況を呈するようになった。
それでも昭和40年代ごろまで、方言撲滅を目的の一つとする標準語教育が各地の学校で行われ、中には地域・家庭ぐるみで自発的に方言追放活動を推進するところもあった。都会出身者の方言蔑視と地方出身者の方言コンプレックスが強固に形成され、方言にまつわるトラブルが殺人・傷害・自殺事件に発展することもあり、とりわけ集団就職などで国民の国内移動が活発化した高度経済成長期に多かった。
高度成長を終えて標準語が行き渡った時代になると逆に方言に対する評価が変化し、標準語・共通語と方言の共存（ダイグロシア）が図られるようになった。現代日本では政治的な意図に基づく強力な言語の統一は行われておらず、厳密な意味での「標準語」は存在しない。しかし、テレビや映画などのマスメディアによる共通語の浸透、交通網の発達による都市圏の拡大、高等教育の一般化、全国的な核家族化や地域コミュニティの衰退による方言伝承の機会の減少などから、伝統的な方言は急速に失われている。

"方言タレント盛衰記"（『読売新聞』1967年)

伝統的な方言の衰退に伴って、自分たちの方言を見直そうという機運が各地で高まっている。たとえば、方言を矯正するのではなく芸風として強みにするタレントの出現や、「おいでませ山口へ」をきっかけとする観光面での積極的な活用、地元の子供向けの看板での活用、地元住民向けの公共物や商品のネーミングなどでの活用、方言を用いた弁論大会、方言自体の商業利用（もとは地元ラジオ番組の一コーナーだった「今すぐ使える新潟弁」CD版の全国発売、「DA.YO.NE」各方言盤や「大きな古時計」秋田弁盤などの人気曲の方言カバーの発売など）がある。2000年代前半には首都圏の若者の間で方言がブームとなり、方言を取り上げるバラエティー番組（Matthew's Best Hit TVなど）や仲間内で隠語的に使えるように方言を紹介する本が話題を集めた。
また近年、日常の口語に近い文面を多用する電子メールやチャットなどの出現によって、これまで書き言葉とされることの少なかった方言が、パソコンや携帯電話で頻繁に入力されるようになった。それに対応して、ジャストシステムの日本語入力システムATOKは『ATOK 2006』から「北海道東北」「関東」「中部北陸」「関西」「中国四国」「九州」の各方言入力モードを用意している。
伝統的な方言の衰退は進んでいるが、一概に共通語化しているわけでもない。語彙については共通語化が著しいが、文法やアクセントの特徴は若年層でも比較的保たれている。また、ウチナーヤマトグチのような伝統的な方言でも共通語でもない言葉や、「マクド」「なまら」のように特定地域だけに広まる若者言葉も生まれている（新方言も参照）。方言だと気付かれずに公的な場でも使われやすいもの（例：西日本の「なおす（=片付ける）」、東北の「投げる（=捨てる）」）や共通語に存在しない事柄・概念・文法のために共通語化できないもの（例：青森の「あずましい」、九州などでの存在動詞の進行形）もある。若年層では方言コンプレックスも薄れつつあり、東京の言葉に影響を与えることも増えるなど（若者言葉#方言由来の若者言葉参照）、むしろ日本の方言は安定期に入ったとする声もある。